# Friedrich Wilhelm I. (Preußen)

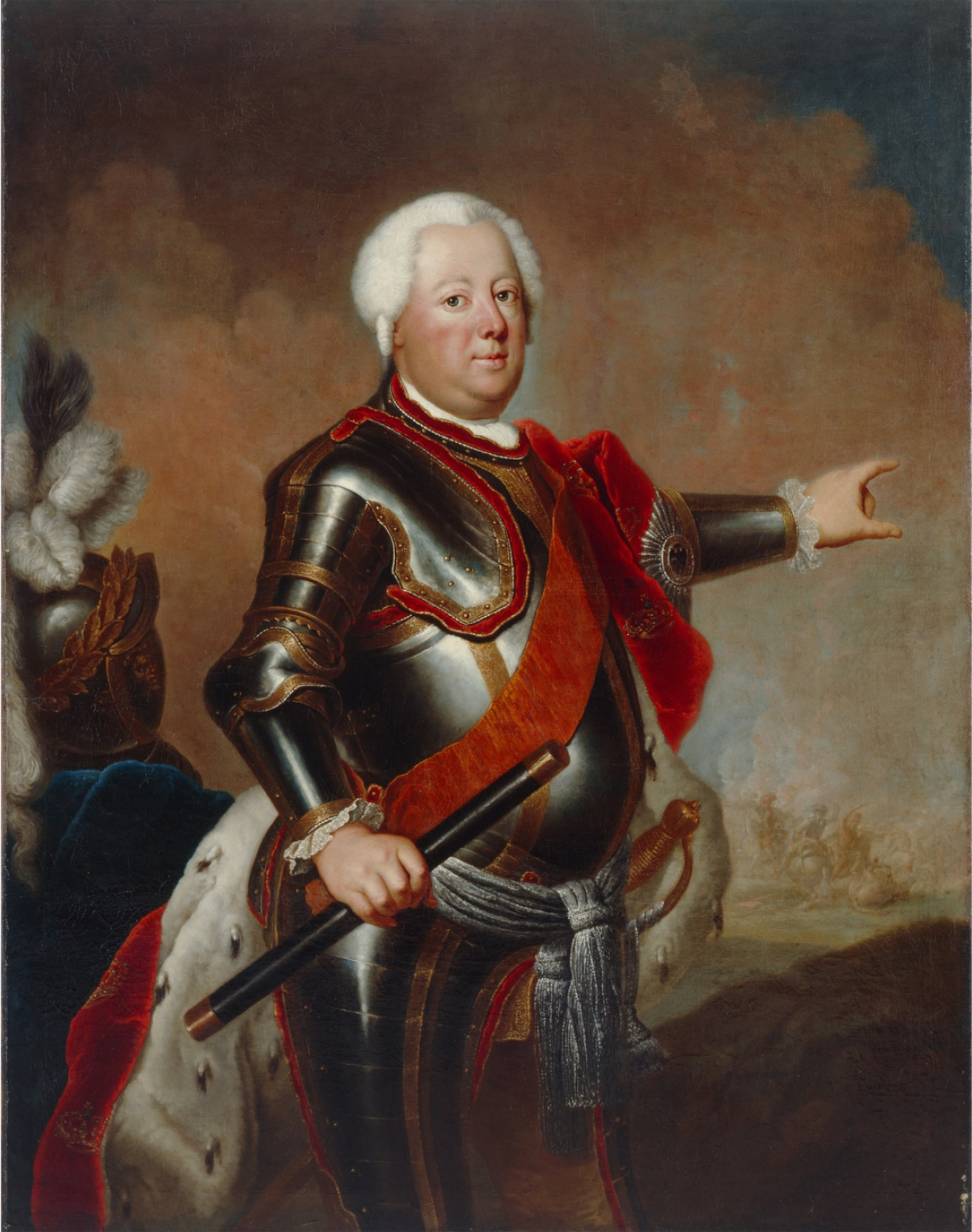
Friedrich Wilhelm I. im Harnisch mit Hermelinmantel, Marschallstab sowie Bruststern und Schulterband des Schwarzen Adlerordens (Gemälde von Antoine Pesne, um 1733)

Friedrich Wilhelm I. (* 14. August 1688 in Cölln; † 31. Mai 1740 in Potsdam) aus dem Haus Hohenzollern wurde nach dem Tod seines Vaters am 25. Februar 1713 König in Preußen und Kurfürst von Brandenburg.
Außenpolitisch gewann er im Frieden von Utrecht (die Schlussakte wurde am 11. April 1713 unterzeichnet) Teile Obergelderns und im Frieden von Stockholm 1720 Teile Vorpommerns. Sein Aufbau eines starken Heeres, mit dem er nur einmal Krieg führte, brachte ihm den Beinamen Soldatenkönig ein. Innenpolitisch sorgte Friedrich Wilhelm I. für einen sparsamen Hof und eine straffe Verwaltung. Er betrieb eine merkantilistische Wirtschafts- und eine tolerante Religionspolitik. Sein Erlass des Einwanderungspatents 1732, mit dem er etwa 15.000 verfolgte Salzburger Protestanten in Preußen aufnahm, fand europaweit Beachtung.

## Kur- und Kronprinz Friedrich Wilhelm (1688–1713)

### Am Hannoverschen Hof

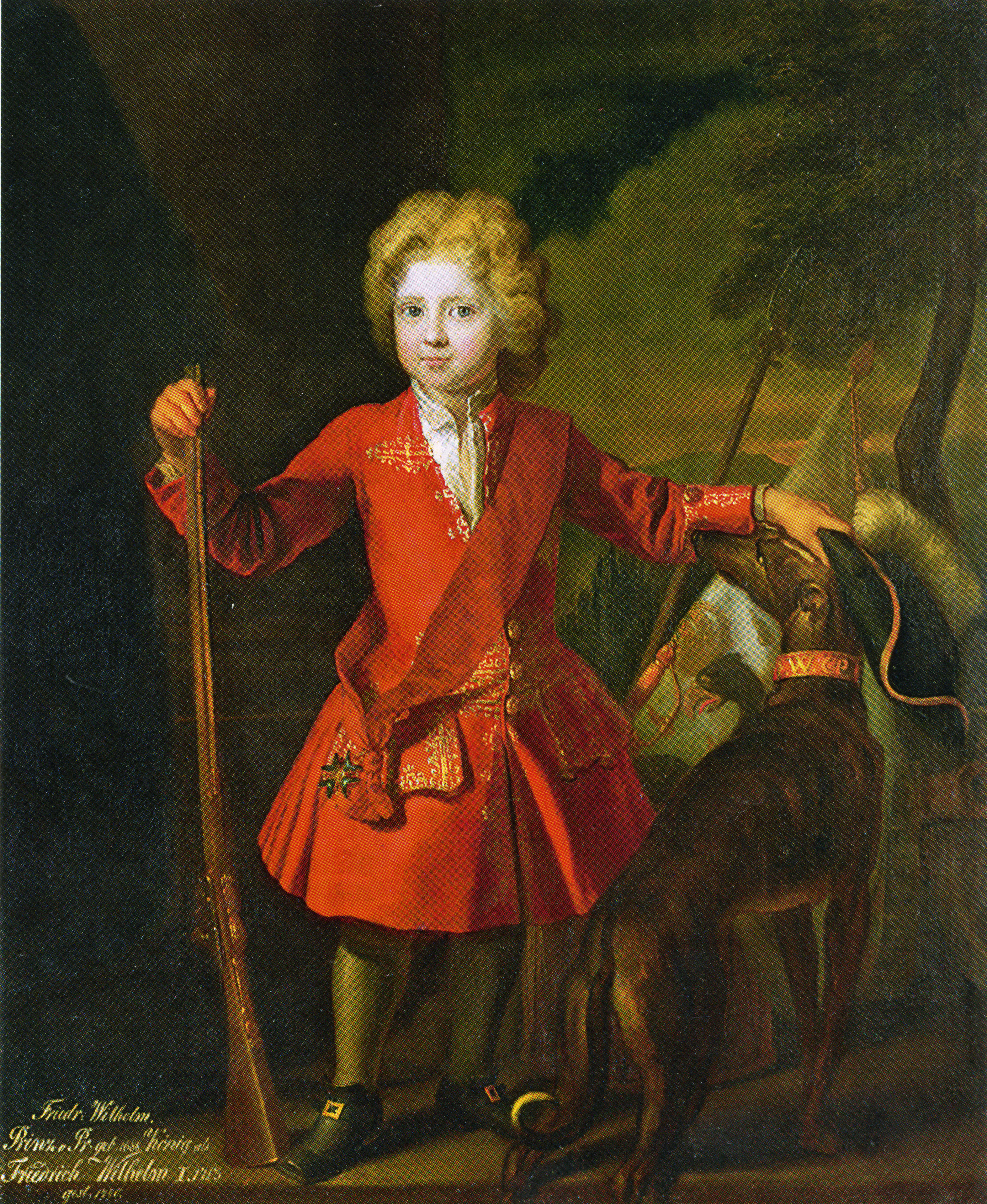
Friedrich Wilhelm als Kronprinz (Porträt von Samuel Theodor Gericke)

Friedrich Wilhelm wurde als Sohn des brandenburgischen Kurfürsten Friedrich III. und der hannoverschen Prinzessin von Braunschweig-Lüneburg Sophie Charlotte am 14. August 1688 im Schloss zu Berlin-Cölln geboren und nach acht Tagen in der dortigen Domkirche auf den Namen des Großvaters vom reformierten Hofprediger Georg Conrad Bergius getauft. Friedrich Wilhelm war der ersehnte Thronfolger, nachdem sein älterer Bruder Kurprinz Friedrich August 1686 verstorben war. Das Kind besaß, ganz im Gegensatz zu seinem Vater, eine kräftige Konstitution. Schon kurz nach seiner Geburt gab es Spannungen zwischen dem Kurfürsten und seiner Gemahlin bezüglich der Erziehungsgrundsätze. In seinen ersten Lebensjahren von 1689 bis 1692 wurde Friedrich Wilhelm am hannoverschen Hof seiner Großmutter, der späteren Kurfürstin Sophie von Braunschweig-Lüneburg, erzogen. Schon als Kind fiel er durch seine eigenwillige impulsive Natur auf und zeigte zudem ein sehr widerspenstiges, fast trotziges Verhalten. So vertrug er sich nur schlecht mit seinem fünf Jahre älteren Cousin und Spielgefährten, Georg August, dem späteren König von Großbritannien und Kurfürsten von Hannover, den er des Öfteren verprügelte. Die beiden entwickelten aufgrund dessen eine lebenslange persönliche Feindschaft.

### Schule und Ausbildung

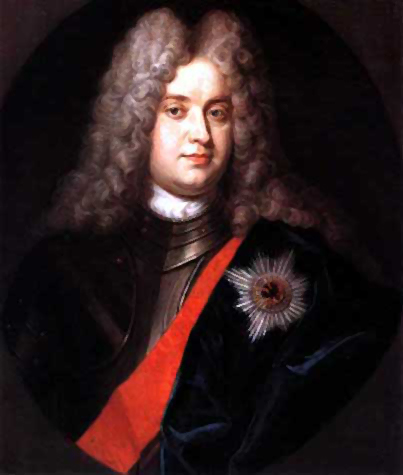
Kronprinz Friedrich Wilhelm im Harnisch

Nach seiner Rückkehr aus Hannover wurde Friedrich Wilhelm von der Hugenottin Marthe de Montbail, der späteren Madame de Roucoulle, als Gouvernante betreut, die später auch seinen Sohn Friedrich erzog und zeit ihres Lebens kein Deutsch lernte. Wie die meisten seiner Standesgenossen sprach Friedrich Wilhelm daher ein eher schlechtes, einfaches Deutsch, durchsetzt mit vielen französischen Wörtern. Die Kammerfrau Eversmann war seine Untergouvernante. Friedrich Wilhelm bedrückte die beiden Frauen in quälender Weise. Er verschluckte beispielsweise einmal eine silberne vergoldete Schuhschnalle, die glücklicherweise durch ein Abführmittel wieder ausgeschieden werden konnte. Ein anderes Mal, um einer Züchtigung zu entgehen, kletterte er auf eine Fensterbrüstung und gab den beiden erschrockenen Frauen zu verstehen, dass, wenn seine Strafe nicht erlassen werde, er sich hinabstürzen wolle.
Die Mutter verwöhnte ihr Kind. Es entwickelte sich in völligem Gegensatz zu den höfisch-repräsentativen Auffassungen seines Vaters, und es hatte eine Abneigung gegen jede Art von Pomp, die er am Hof seines Vaters sah:

„[Er] lehnte aber ebenso das barocke, vom strengen höfischen Zeremoniell bestimmte, unselbständige und von wechselnden Günstlingen geprägte Regime des Vaters ab.“

„Er gab sie [Abneigung] zu erkennen, indem er ein Schlafröckchen von Goldstoff, das man ihn anziehen zu nötigen wollte, endlich ins Kaminfeuer warf. Dagegen legte er sich, das Gesicht mit Fett bestrichen, an die Sonne, um ein recht braunes, martialisches [kriegerisches] Soldatengesicht recht frühzeitig zu bekommen.“

Auch die künstlerisch-philosophische Lebensweise seiner Mutter missfiel ihm:

„Es wurde immer deutlicher, daß der Heranwachsende der geistigen Welt der Mutter wie der mondän verfeinerten, etwas morbiden Hofkultur […] fremd und zunehmend feindselig gegenüberstand“

Somit lehnte er beide Lebensweisen seiner Eltern frühzeitig ab.
1694 erhielt er das Kommando über ein Kavallerie- und ein Infanterieregiment, was ihn von Kind an mit der militärischen Welt vertraut werden ließ.
Ab Februar 1695 war die Erziehung dem Generalleutnant Alexander von Dohna anvertraut, der damit als Gouverneur die Verantwortung über seine Erziehung übernahm. Die Erziehungsinstruktion sah eine Kombination aus unterschiedlichen Elementen der Gedankenwelt August Hermann Franckes und Gottfried Wilhelm Leibniz’ vor. Weil der Kurprinz aber mit neun Jahren weder lesen noch schreiben konnte, setzte seine Mutter 1697 durch, dass der bisherige, von Eberhard von Danckelman bestellte untaugliche Lehrer Cramer durch den Hugenotten Jean Philippe Rebeur ersetzt wurde. Beide sorgten für eine streng calvinistische Erziehung des Kurprinzen. Im Unterricht wurden Latein, Französisch, Geschichte, Geographie, Genealogie, Mathematik, Kriegswissenschaften und Rhetorik behandelt. Der Kurprinz entwickelte allerdings eine große Abneigung gegen weite Teile der Wissenschaften, die er unter anderem in Tätlichkeiten gegenüber dem Lehrer äußerte, andererseits aber ein Verständnis für Staatsangelegenheiten. Angesichts der nahezu unkontrollierten Verschwendung am Hof legte er sich mit zehn Jahren ein eigenes Ausgabenbuch über seine Ausgaben an. Neben dem Sinn für Sparsamkeit entwickelte sich immer mehr der Sinn fürs Militärische. Statt im Schlosspark zu spielen, kontrollierte er Bekleidung und Bewaffnung der Schildwachen.
Weihnachten 1698 schenkte der Vater ihm zum zehnten Geburtstag das Gut Wusterhausen zur selbständigen Bewirtschaftung als Gutsherr. Hier lernte er die ökonomischen Grundzüge einer erfolgreichen Bewirtschaftung kennen, die er später erfolgreich auf den preußischen Staat übertrug. Das Jagdschloss bildete fortan den Lebensmittelpunkt des Kur- und späteren Kronprinzen und Königs, das ihm als Rückzugsort vom prunkvollen Berliner Hof diente. In Wusterhausen hielt Friedrich Wilhelm eine kleine Privatgarde, bestehend aus den gepressten Söhnen der Gutsuntertanen. Diese Einheit bildete die Keimzelle für die späteren (1710) Langen Kerls. Das Wusterhausener Grenadierbataillon zählte bald mehr als 600 Mann.
Auf seiner ersten veranlassten Bildungsreise 1700 in die nördlichen Niederlande lernte er Wilhelm III. kennen, den Statthalter der Niederlande und englischen König. Auf dieser Reise gewann er bleibende Eindrücke von der toleranten bürgerlich-protestantischen Kultur.
Friedrich Wilhelm, der das Streben seines Vaters als Geldverschwendung konsequent ablehnte, erhielt 1701 bei dessen Krönung zum König in Preußen als neuer Kronprinz in Preußen zusätzlich den Titel eines Prinzen von Oranien, auf den er durch seine Großmutter Luise Henriette von Oranien Ansprüche stellen konnte, und ein von 26.000 Talern auf 36.000 Taler aufgestocktes persönliches Budget. Ende 1702 übernahm der Oberhofmeister Albert Konrad von Finckenstein seine Erziehung.
Während der Selbstkrönung Friedrichs III. zum König Friedrich I. fiel der Unterricht für Friedrich Wilhelm bis Mai 1701 aus, da er selbstverständlich an dem prunkvollen Krönungszug nach Königsberg teilnehmen musste.
1702 wurde der vierzehnjährige Kronprinz Mitglied des Geheimen Staatsrats, ein Jahr darauf Mitglied des Kriegsrates. Bis zu seinem Regierungsantritt nahm der Kronprinz an vielen Sitzungen teil, womit er sich großes Detailwissen in inneren Regierungsfragen und im Heerwesen erwarb. So blieb ihm nicht die Misswirtschaft des Drei-Grafen-Kabinetts unter Führung von Johann Kasimir Kolb von Wartenberg verborgen. Auch wenn sich bei Friedrich Wilhelm eine zunehmend kritische Beurteilung der Regierung seines Vaters einstellte, blieb ein Vater-Sohn-Konflikt aus, da sich vom Selbstanspruch des Kronprinzen her ein offener Widerstand gegen den Monarchen verbot.

### Volljährigkeit

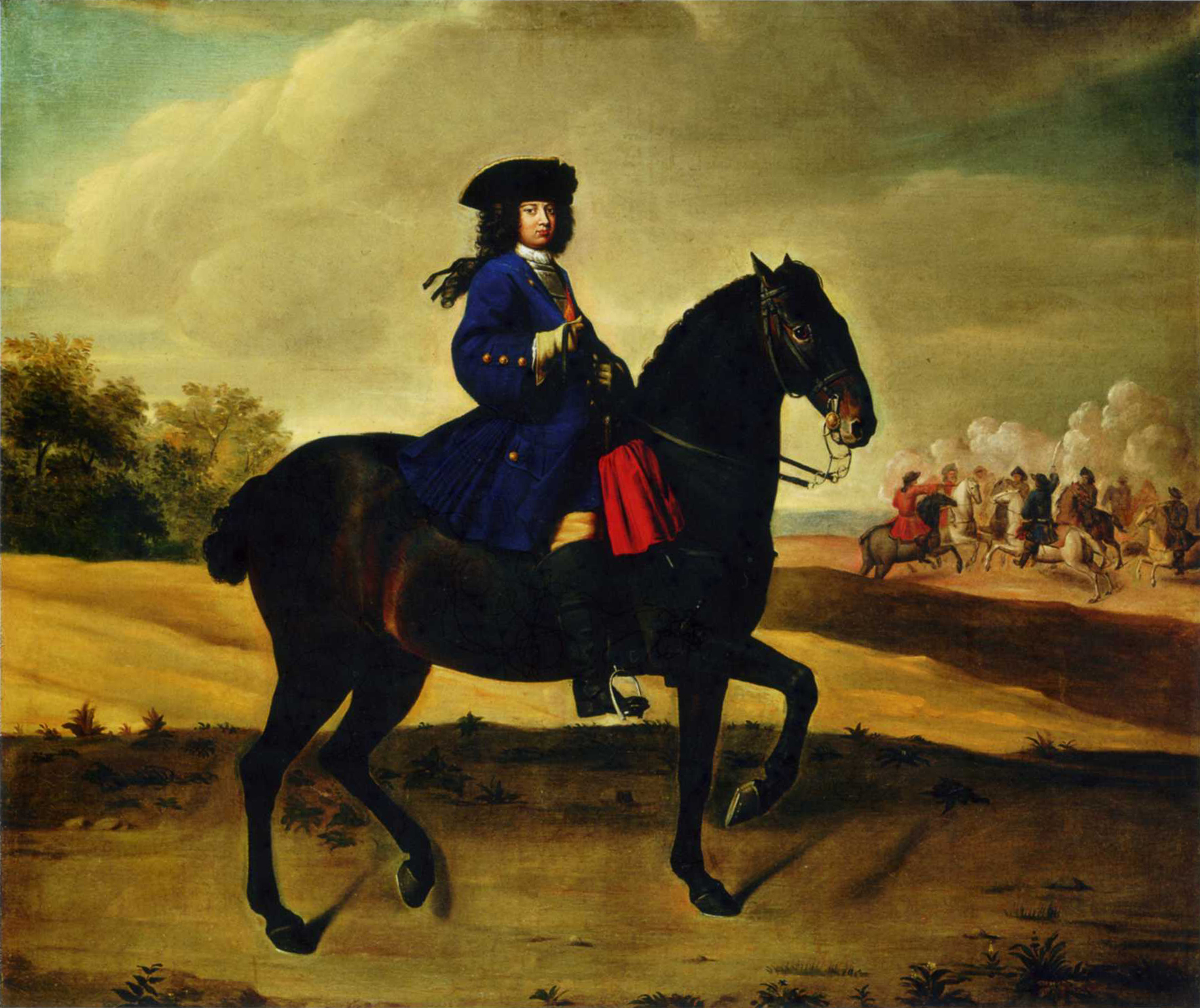
Friedrich Wilhelm auf einem Schlobittener Pferd, 1706

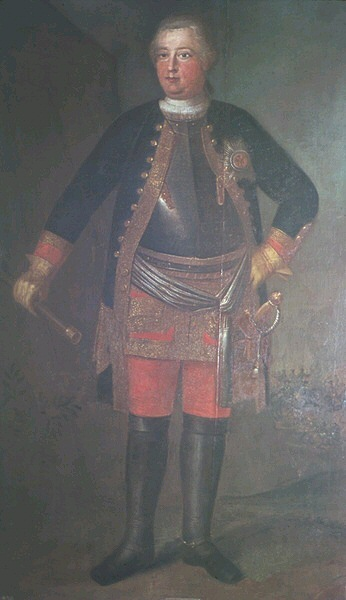
Friedrich Wilhelm als Kronprinz, 1705

1704 wurde der sechzehnjährige Kronprinz für volljährig erklärt. Im selben Jahr ließ er für 23.000 Taler sein Schloss Wusterhausen ausbauen und bezog es jährlich von Ende August bis Anfang November als Hofresidenz. Das verwahrloste Gut Wusterhausen machte er innerhalb von zehn Jahren zu einem sich selbst tragenden Musterbetrieb. Das Städtchen Wusterhausen galt ihm als Staat en miniature. Hier probierte er im Kleinen, was er später im Großen tat. Seine Art zu regieren, zu verwalten und zu kommandieren wurde hier geprägt.
Ein Jahr später wurde Friedrich Wilhelm 1705 zum Bürgermeister von Charlottenburg ernannt. Seine zweite Bildungsreise Winter 1704/1705, die ihn wieder nach Holland führte, erweiterte seinen Horizont. So verstärkten die beiden Reisen seine puritanisch-bürgerlich geprägte Sichtweise und prägten seinen architektonischen Geschmack nachhaltig. Spätere Bauten des Königs, wie das Holländische Viertel in Potsdam, sind von seiner Zeit in Holland geprägt. Auf der zweiten Reise überraschte ihn die Nachricht vom Tod seiner Mutter, und er kehrte im Februar 1705 zurück. Am 14. Juni 1706 erfolgte die Verlobung mit seiner Cousine Sophie Dorothea, die er am 14. November 1706 in Cölln an der Spree heiratete. Der Kronprinz, der vielfach seinen Vater um Fronturlaub, um Beurlaubung zur Front bat, durfte im Juli 1706 erstmals bei dem Feldzug in Flandern im Spanischen Erbfolgekrieg teilnehmen. Hier erprobte er in der Praxis, was er daheim auf seinem Gut mit seinem Privatregiment geübt hatte. Während seiner Feldbesuche verbrachte Friedrich Wilhelm nach seinen eigenen Worten die glücklichsten Tage seiner Kronprinzenzeit. Vom Mai bis Juli 1708, als sein Vater, König Friedrich I., zur Kur in Karlsbad weilte, übernahm Friedrich Wilhelm die erste Statthalterschaft. Die Vollmachten beschränkten sich nur auf laufende Justiz- und Landesangelegenheiten.
Ende April 1709 brach der Kronprinz zu einem neuerlichen Feldzug auf, diesmal für mehrere Monate. In dieser Zeit sorgte er für intensive Exerzierübungen der preußischen Regimenter, die die anwesenden alliierten Truppenführer mit verständnisloser Verwunderung und Spott zur Kenntnis nahmen. Friedrich Wilhelms Teilnahme an der Schlacht bei Malplaquet, der blutigsten Schlacht des Spanischen Erbfolgekrieges am 11. September 1709, stellte für ihn die glücklichste Fügung seines Lebens dar, die er fortan jedes Jahr zum Gedenken feierte. Die Feldzüge begründeten die lebenslange Freundschaft mit Leopold I. von Anhalt, dem Alten Dessauer, der seitdem zu Friedrich Wilhelms Beraterkreis gehörte.
Als 1710 Preußens Not durch die Große Pest in Ostpreußen und die Misswirtschaft des Drei-Grafen-Kabinetts untragbar wurde, bewog der 22-jährige Friedrich Wilhelm seinen Vater dazu, eine Untersuchungskommission einzusetzen, die schließlich die ganze Korruption aufdeckte. Dies war das erste Mal, dass Friedrich Wilhelm aktiv in die hohe Politik eingriff.
Ein Jahr später, im Sommer 1711 reiste der König zu diplomatischen Verhandlungen nach Holland. Friedrich Wilhelm trat seine zweite Statthalterschaft an. Hier erlebte er die militärische Hilflosigkeit Preußens, als russische Truppen im Kampf gegen Schweden im Großen Nordischen Krieg ungefragt durch preußisches Territorium zogen. Die Neutralität Preußens wurde dadurch verletzt, ohne dass Preußen sich dessen hätte erwehren können, da seine Truppen im Spanischen Erbfolgekrieg, weitab der Heimat, gebunden waren. Dieser Vorfall bestärkte die Überzeugung des Kronprinzen, er müsse nach eigener Stärke streben, unabhängig von fremden Subsidien.
Ebenfalls 1711 kam es zum ersten Kontakt Friedrich Wilhelms zum Hallischen Pietismus von August Hermann Francke, vermittelt über den General von Natzmer. Der Pietismus wurde für den späteren König eine feste religiöse Basis für sein politisches Handeln. Ein offizieller Besuch Friedrich Wilhelms in Halle erfolgte bereits am 12. April 1713 nach dem Regierungswechsel. Die dort vorgefundenen christlichen Zucht- und Wohlfahrtsbestrebungen mit der bürgerlichen Arbeits- und Wirtschaftsauffassung übertrug Friedrich Wilhelm auf seine Politik.
Dank seiner sehr praxisorientierten Ausbildung hatte der Kronprinz bereits vor der Regierungsübernahme feste Vorstellungen von seinen späteren Aufgaben in Staat, Wirtschaft und Militär.

## Friedrich WilhelmI. als König (1713–1740)

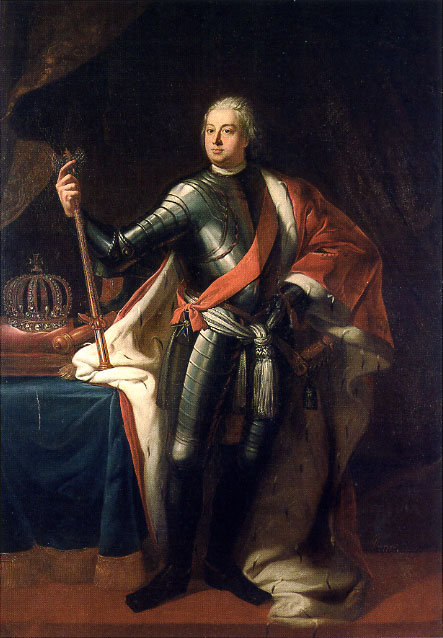
Friedrich Wilhelm I. (Porträt von Samuel Theodor Gericke, 1713)

### Absoluter Herrscher
Mit dem Tod seines Vaters am 25. Februar 1713 wurde Friedrich Wilhelm I. König. Entgegen der Tradition behielt er auch als König seine beiden Vornamen bei. Die Begräbnisfeier für den verstorbenen König wurde zwar noch mit dem gewohnten Prunk und Glanz der Zeit Friedrichs I. ausgerichtet, jedoch setzte kurz darauf ein Umschwung ein:

„Der Monarch veranlaßte die Sicherstellung der reichlich gefüllten Privat-Schatulle des Verstorbenen wie die seiner kostbaren Juwelenkollektion, des prächtigen Mobiliars und Silbergeschirrs in den zahlreichen Schlössern in und um Berlin.“

Der Regierungsantritt Friedrich Wilhelms I. war in Bezug zu den Veränderungen einzigartig. Er war radikal und militärisch, wie Friedrich Wilhelm selbst.

„Sechs Monate blieb der Hof noch auf dem alten Fuße, dann ward er völlig umgeändert. Wer des Königs Gunst erlangen wollte, mußte Sturmhaube und Küraß anlegen, alles war Offizier und Soldat, von dem alten Hofe blieb keine Spur übrig. Generalmajor von Grumbkow kam an die Spitze der Geschäfte und besaß das ganze Vertrauen des Königs nebst dem Fürsten Leopold von Anhalt-Dessau.“

Friedrich Wilhelm I. verstand sich als absolutistisch regierender Herrscher und übernahm die Leitung der Staatsgeschäfte selbst. Schon bei seinem Regierungsantritt beschied er einigen Ministern, er verlange „weder Rat noch Räsonnement, sondern Gehorsam“. Er bezeichnete es als Grundsatz für jeden Herrscher, dass er „seine Affären alle selber tun müsse“ und mahnte seinen Nachfolger: „Der liebe Gott hat euch auf den trohn gesetzet nicht zu faullentzen sondern zu arbeiten“.
Der König führte die Regierung von seinen Privatgemächern aus, dem Kabinett. Friedrich Wilhelm gehört zu den fleißigsten Monarchen der Weltgeschichte; in täglicher stunden-, oft nächtelanger Schreibtischarbeit prüfte er die von den Ministern einlaufenden Berichte und traf meist alleine die Entscheidungen. Diese bestanden entweder aus den sogenannten von ihm eingeführten Marginalien oder aus Kabinettsordern, die seine Sekretäre nach seinen Angaben formulierten und dem Generaldirektorium überbrachten.
Kurz nach seiner Krönung wurde Grumbkow zum Generalleutnant und später zum leitenden Etats- und Kriegsminister ernannt. Durch seine Hände gingen alle bedeutenden Geschäfte und durch den täglichen Kontakt mit dem König stieg sein Einfluss enorm an. Mit der Bewilligung des Königs konnte er im Gegensatz zu der Sparsamkeit am restlichen Hof einen extravaganten Hausstand führen. Er verfügte über ein Einkommen von 36.000 Talern im Jahr. Doch seine steigende Überheblichkeit, selbst über den König und die Königin zu herrschen, erschöpfte sogar Friedrich Wilhelms Geduld. Er starb im Jahr 1739. Als der König die Todesnachricht Grumbkows erhielt, sagte er nur:

„Nun werden die Leute doch endlich aufhören zu sagen, daß Grumbkow alles tut! Hätte er noch vierzehn Tage gelebt, so hätte ich ihn verhaften lassen.“

Friedrich Wilhelm I. war ein Mann der Arbeit. Während sein Großvater mühevoll Hinterpommern erworben und die magdeburgischen und klevischen Lande in das brandenburg-preußische Staatsgebilde eingegliedert hatte, sah er seine Hauptaufgabe in der Kleinarbeit, in der Festigung dieses Staates durch Ergänzung und Ausbau der Armee sowie durch die Schaffung eines tüchtigen und zuverlässigen Berufsbeamtentums. Friedrich Wilhelm I. war ein Arbeiter von unglaublichem Fleiß und er verlangte auch von seinen Beamten das Menschenmögliche mit den Worten: „Arbeiten müßt Ihr, so wie ich dies beständig getan habe. Ein Regent, der in der Welt mit Ehren regieren will, muss seine Sachen alle selber machen, denn die Regenten sind zum Arbeiten geboren, nicht zum faulen Leben.“ Dadurch wurden Sparsamkeit und unermüdliche Arbeit die unabänderlichen Grundsätze dieses Königs; das Pflichtgefühl war sein höchstes Gebot. An seinen Berater und engen Vertrauten Fürst Leopold von Anhalt-Dessau schrieb er: „Parole auf dieser Welt, ist nichts als Unruhe und Arbeit und wo man selbst nicht die Nase in jeden Dreck steckt, so geht die Sache nicht, wie sie gehen soll“. Und so wie dieser König für sich keine Schonung kannte, gab es auch für seine Untergebenen keine. Allseits gefürchtet war sein eigenhändiger Aktenvermerk “cito, citissime” (deutsch: „schnell, schnellstens“).
Die Stützen seines Staates waren ein schlagkräftiges Heer und geordnete Finanzen, Ersteres umso bedeutender, als das damalige Preußen sich vom Rhein bis zum Kurischen Haff mit unsicheren Grenzen erstreckte. Aufgrund seiner umfassenden Reformen ist Friedrich Wilhelm I. in der Geschichtswissenschaft auch als „Preußens größter ‚innerer König‘“ bezeichnet worden.

### Wirtschafts- und Finanzpolitik
Preußen war um 1700 ein vorwiegend landwirtschaftlich geprägter und geografisch weit auseinander liegender zersplitterter Staat, dessen einzelne Landesteile kaum miteinander in wirtschaftlichen Beziehungen standen. Handwerk, Manufakturwesen und Handel waren nur in Ansätzen entwickelt. Teure Fertigprodukte kamen ins Land zum Nachteil der heimischen Produzenten, Geld floss wiederum aus dem Land. Um den Abfluss finanzieller Mittel ins Ausland zu stoppen, die Entwicklung der einheimischen Wirtschaft zu fördern und sie zu schützen, führte der König den Merkantilismus in Preußen ein. Die Grenzen wurden für den äußeren Handelsverkehr weitgehend geschlossen, soweit dies im zersplitterten Territorium durchzuhalten war.
Der Merkantilismus in Preußen diente dem Aufbau eines leistungsfähigeren Gewerbes. „Holle der Deuffel lieber meine zeitliche wohlfardt als daß so viell leutte Betler werden und ich reich.“ Er begriff das Königtum aus protestantischer Amtsauffassung, seinen Untertanen ein fürsorglicher Landesvater zu sein. Der König in Preußen galt nicht primär als Monarch von Gottes Gnaden, sondern gewissermaßen Inhaber eines „Amtes“, einer von Gott gegebenen „Funktion“.
Ein weiterer Schlüssel zur Wirtschaftsförderung lag für den König in der Stärkung der Landwirtschaft. Daher ließ er die Anbaufläche durch Urbarmachung und Meliorationsmaßnahmen erweitern, so dass am Ende seiner Regierungszeit ein Drittel der land- und forstwirtschaftlich nutzbaren Bodenfläche Preußens königliche Domänen waren, deren Organisation er außerdem straffte. Die Einnahmen aus den Domänen beliefen sich 1740 auf 2,6 Millionen Taler bei Staatseinnahmen von insgesamt 7,4 Millionen Talern. Der König gestattete aber auch dem Adel die Vergrößerung seiner Güter auf 40–60 Prozent der Landesfläche und dehnte dessen rechtliche Vollmachten aus. Der preußische Junker beherrschte paternalistisch in „Ostelbien“ seine Bauern als Gutsherr, Richter, Kirchenherr und Offizier. Doch musste er Grundsteuern zahlen, wurde durch kein höfisches Leben entschädigt und hatte im absolutistischen Staat keinen Einfluss in einer Ständevertretung mehr.
Bei Friedrich Wilhelm I. wird eine calvinistisch-kapitalistische Idee sichtbar. Er verordnete allen, den Adel einbegriffen, Arbeitseifer, Sparsamkeit, Fleiß und Pflichttreue. Zum Ausbau Berlins und der Förderung der Wirtschaft befahl er den Reichen, Häuser zu bauen; zahlreiche Adelspalais, etwa am Pariser Platz und in der Wilhelmstraße (Berlin-Mitte) entstanden auf seine Anweisung. Das von seinem Vater begonnene Berliner Zeughaus ließ er vollenden. Das erst 1709 zusammengeschlossene Berlin wurde wesentlich vergrößert durch neue Vorstädte wie Friedrichstadt, und die Luisenstadt und wuchs bis 1740 von 55.000 auf 79.000 Einwohner an. Die großen Berliner Architekten seiner Epoche waren Jean de Bodt und Philipp Gerlach.
Bei seinem Tode 1740 hinterließ Friedrich Wilhelm I. einen schuldenfreien Haushalt und einen Staatsschatz von 2 Mio. Talern, die in Fässern im Keller des Berliner Schlosses lagerten. Seine Staatsausgaben, die 1740 7 Millionen Taler betrugen, wurden zu 85 % für das Militär verwendet, während die Ausgaben des Hofes nur ein Prozent des Staatsbudgets betrugen.

#### Etatkürzungen
Anfang 1713 verschlechterte sich der Gesundheitszustand Friedrichs I. zusehends. Der Berliner Hof geriet in Sorge, weil sich abschätzen ließ, dass der Thronwechsel den Hof radikal umgestalten würde und mit ihm viele adlige Nutznießer ihr Auskommen verlieren würden. Am 25. Februar 1713 starb der König. Friedrich Wilhelm, der bis zuletzt bei seinem sterbenden Vater gewesen war, ließ sich, nachdem er das Totenzimmer verlassen hatte, als erste Amtshandlung den Etat bringen, um ihn kurzerhand durchzustreichen und für nichtig zu erklären.
Dem Vater erwies er noch ein pompöses Begräbnis, wie es sich der Verstorbene gewünscht hatte. Dabei zeigte er sich mit der Krone, womit jedem die neuen Machtverhältnisse deutlich gemacht wurden. Auf eine kostspielige Krönungszeremonie, wie die seines Vaters, verzichtete er.
Kurz nach der Beendigung der Trauerzeremonien für seinen verstorbenen Vater änderte er dessen aufwendige Regierungsweise radikal. Zuerst konzentrierte er sich auf die Neuordnung der Finanzen und den Abbau der Verschuldung. Grundmotiv der Regierungspolitik Friedrich Wilhelms war es, nicht wie sein Vorgänger von den Subsidien fremder Mächte abhängig zu sein, um ein großes stehendes Heer halten zu können. Daher bedurfte es neuer finanzieller Quellen für die Staatskasse.
Der neue König war sich seiner Unterschiedlichkeit dem Vater gegenüber bewusst.

„Mein Vater fand Freude an prächtigen Gebäuden, großen Mengen Juwelen, Silber, Gold und äußerlicher Magnifizienz – erlauben Sie, dass ich auch mein Vergnügen habe, das hauptsächlich in einer Menge guter Truppen besteht“

Am 27. Februar fuhr der designierte König nach Wusterhausen und begann mit der Ausarbeitung des Regierungsprogramms. Dafür genügten ihm nur vier Tage. Um von den 20 Millionen Talern Staatsschulden seines Vaters herunterzukommen, waren Massenentlassungen und radikale Gehaltskürzungen im eigenen Hause die Folge. So gelang es ihm, die Hofkosten von 276.000 auf 55.000 Taler zu reduzieren, die Ränge bei Hofe von 142 auf 46 zu kürzen.
Von den 24 Schlössern seines Vaters behielt Friedrich Wilhelm I. nur sechs, die anderen wurden verpachtet oder veräußert. Der Lustgarten wurde in einen Exerzierplatz umgewandelt, steinerne Säulen dienten als Baumaterial, bronzene Statuen wurden zu Kanonen gegossen. Die Hofkapelle wurde aufgelöst, die kostbaren Weine, der Krönungsmantel, Karossen, Pferde, Sänften, Tafelsilber und Möbel wurden verkauft oder versteigert. Die Einsparungen bei den Hofhaltungskosten ließen den Hofstaat schrumpfen und brachten einigen Hoflieferanten Einbußen oder sogar den Konkurs. Die Irritationen auch wegen der gesunkenen Verbrauchssteuer (Akzise) waren nach einem Jahr überwunden.
Akademien erhielten keine Förderung mehr, die Oper wurde geschlossen. Mit dem kulturellen Kahlschlag setzte ein plötzlicher Exodus der Künstler aus Berlin ein.
Friedrich Wilhelm verbot die üppigen Allongeperücken, stattdessen wurde der Soldatenzopf verordnet. Statt prunkvoller Gewänder herrschte nun der schlichte Soldatenrock vor. Mit diesem Radikalprogramm beendete der König in kürzester Zeit den bis dato vorherrschenden Prunk und Luxus. Offen gegen den Sparkurs zu demonstrieren, wagte aus Angst vor dem König niemand. Die Sparmaßnahmen waren nur bei denen unpopulär, die davon betroffen waren. Bei den Sparmaßnahmen machte er auch vor sich nicht halt. Von den 700 Zimmern des Berliner Schlosses bewohnte er nur fünf. Zwei Pagen genügten ihm zu seiner persönlichen Bedienung.

#### Zentralisierung der Finanzverwaltung
Um ein großes stehendes Heer unterhalten zu können, benötigte man mehr Finanzmittel. Eine Neuordnung des bis dato zersplitterten und uneffektiven Finanzwesens war dabei eine Voraussetzung. Bei Regierungsantritt war der Finanzhaushalt in einen zivilen und militärischen Teil getrennt. Der zivile Teil des Haushalts erstreckte sich auf zwei große Bereiche, die General-Domänenkasse – für die allgemeine Verwaltung – und die Schatulle, die der Hofhaltung diente. Die Schatulle setzte sich aus den Einnahmen der dem König persönlich gehörenden Güter, den Erträgen des Münzregals sowie den Einkünften des Postwesens zusammen. Die Domänenkasse bezog ihre Einkünfte aus den Domänen und Forsten, die nicht der Schatulle angehörten. Die General-Kriegskasse bezog ihre Einnahmen aus dem allgemeinen Steueraufkommen (vorwiegend Akzise und Kontribution). Die Mittel dienten zu einem großen Teil der Armee und zu einem kleinen Teil der Staatsverwaltung.

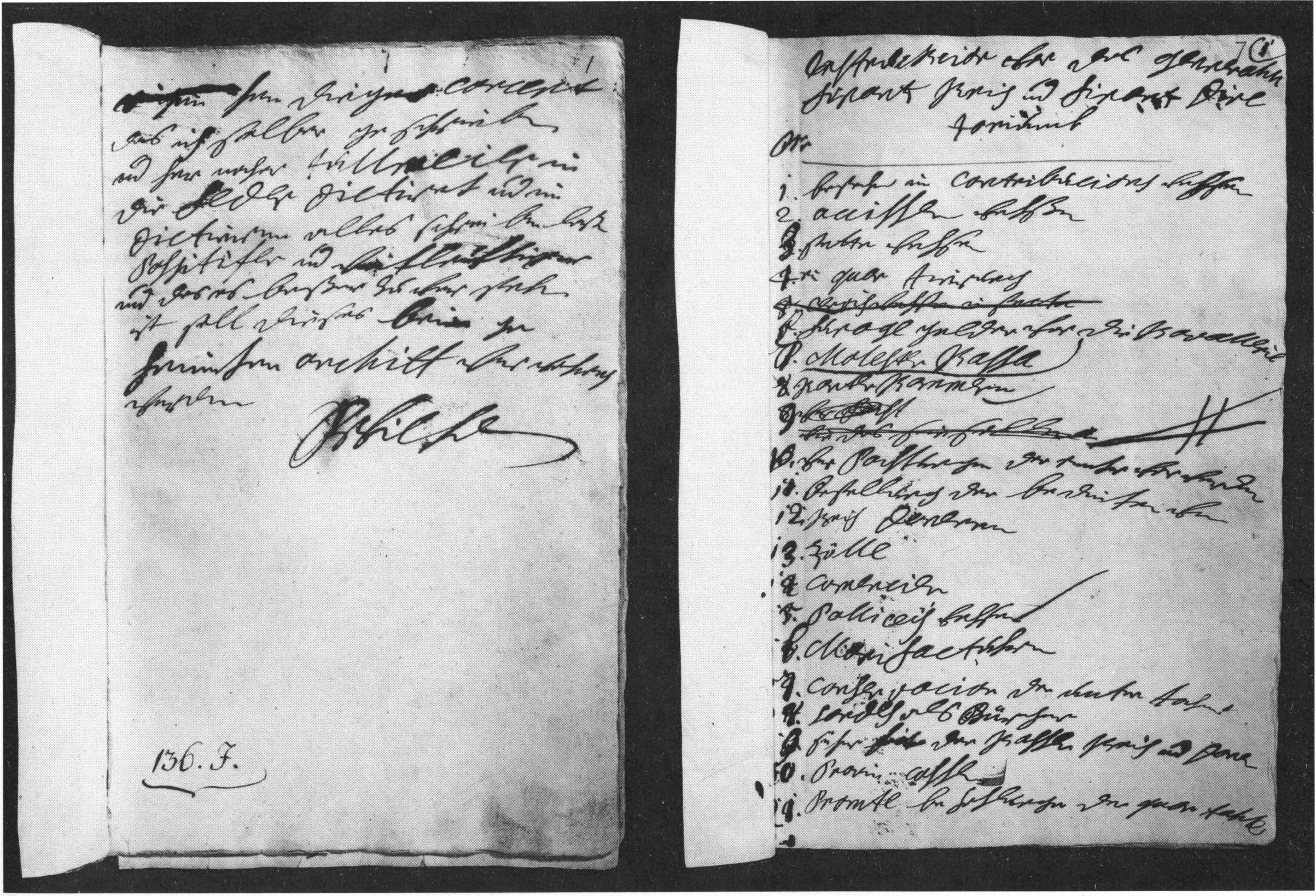
Eigenhändige Instruktion Friedrich Wilhelms von 1722 für das Generaldirektorium, Staatsarchiv Merseburg

Eine erste Vereinheitlichung der Finanzverwaltung folgte am 13. August 1713, als die bis dato privaten königlichen Schatullgüter zu Domänengütern gemacht und der gesamte königliche Länderbesitz für unteilbar und unveräußerlich erklärt wurde. Um feste planbare Einnahmen des Staates zu garantieren, verpachtete Friedrich Wilhelm diese an Bürger zur Bewirtschaftung. Im August 1713 schuf der König ein zentrales Generalfinanzdirektorium für alle Domäneneinnahmen. Dieses geriet aufgrund der Verpflichtung zu steigenden Einnahmen in Konkurrenz zur Generalkriegskasse.
Zur Überwindung der Rivalität der Fiskal- und Militärbehörde vereinigte Friedrich Wilhelm Ende 1722 diese unter dem „General-Ober-Finanz-Kriegs- und Domainen-Direktorium“ (kurz: Generaldirektorium). Mit der Behördenzusammenlegung erreichte der König eine äußerst schlanke Verwaltung. Kollegialprinzip und Ressortkompetenz blieben erhalten und feste Dienstzeiten wurden eingeführt. Damit begründete der König das preußische Beamtenwesen, dessen Funktionsmerkmale sich aus den Tugenden pietistischer Frömmigkeit ableiteten und einen Bruch mit dem traditionellen feudalistischen Standesdünkel bedeuteten.

#### Peuplierung und Wiederaufbau Preußens

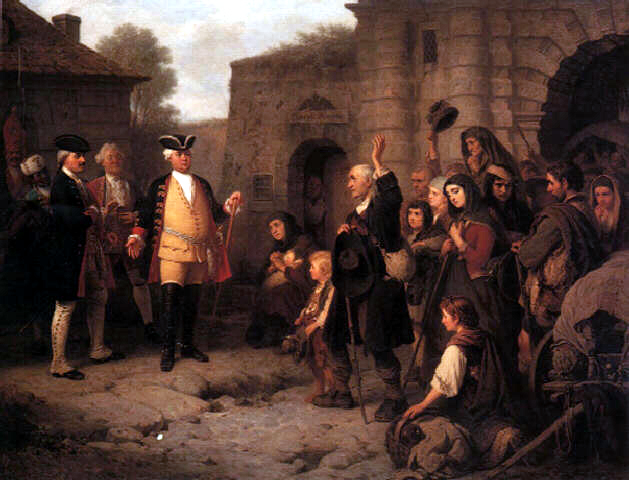
Empfang der Salzburger Protestanten in Berlin am 30. April 1732

Große Anstrengungen unternahm König Friedrich Wilhelm beim Wiederaufbau des durch die Pest von 1709 entvölkerten und daher wüst gewordenen Ostpreußens.
Als der Salzburger Erzbischof Leopold Anton von Firmian im Winter 1731 die in seinem Gebiet lebenden Protestanten auswies, nutzte Friedrich Wilhelm dies für die „Re-Peuplierung“. Friedrich Wilhelm I. erließ am 2. Februar 1732 sein „Einladungspatent“, ein Edikt, in dem er den Exulanten versprach, sie „aus christ-königlichem Erbarmen und herzlichem Mitleid“ in Preußen aufzunehmen. Zuerst wollte er nur 10.000 Flüchtlinge in sein Herrschaftsgebiet lassen, änderte aber seine Ansicht auf eine unbeschränkte Anzahl. Unter großer Aufmerksamkeit und reger Anteilnahme der deutschen Öffentlichkeit bewegte sich ein schier endloser Zug Vertriebener quer durch Deutschland nach Berlin, wo er sie im Mai 1732 vor der Zehlendorfer Dorfkirche mit den Worten „Mir neue Söhne – euch ein mildes Vaterland“ begrüßte. Friedrich Wilhelm I. siedelte die Salzburger Exulanten im Rahmen seines großen Peuplierungsvorhabens in Ostpreußen an. Gemäß seiner Aussage, „Menschen achte ich vor dem größten Reichtum“, galt Preußen nun als Schutzmacht aller Protestanten.

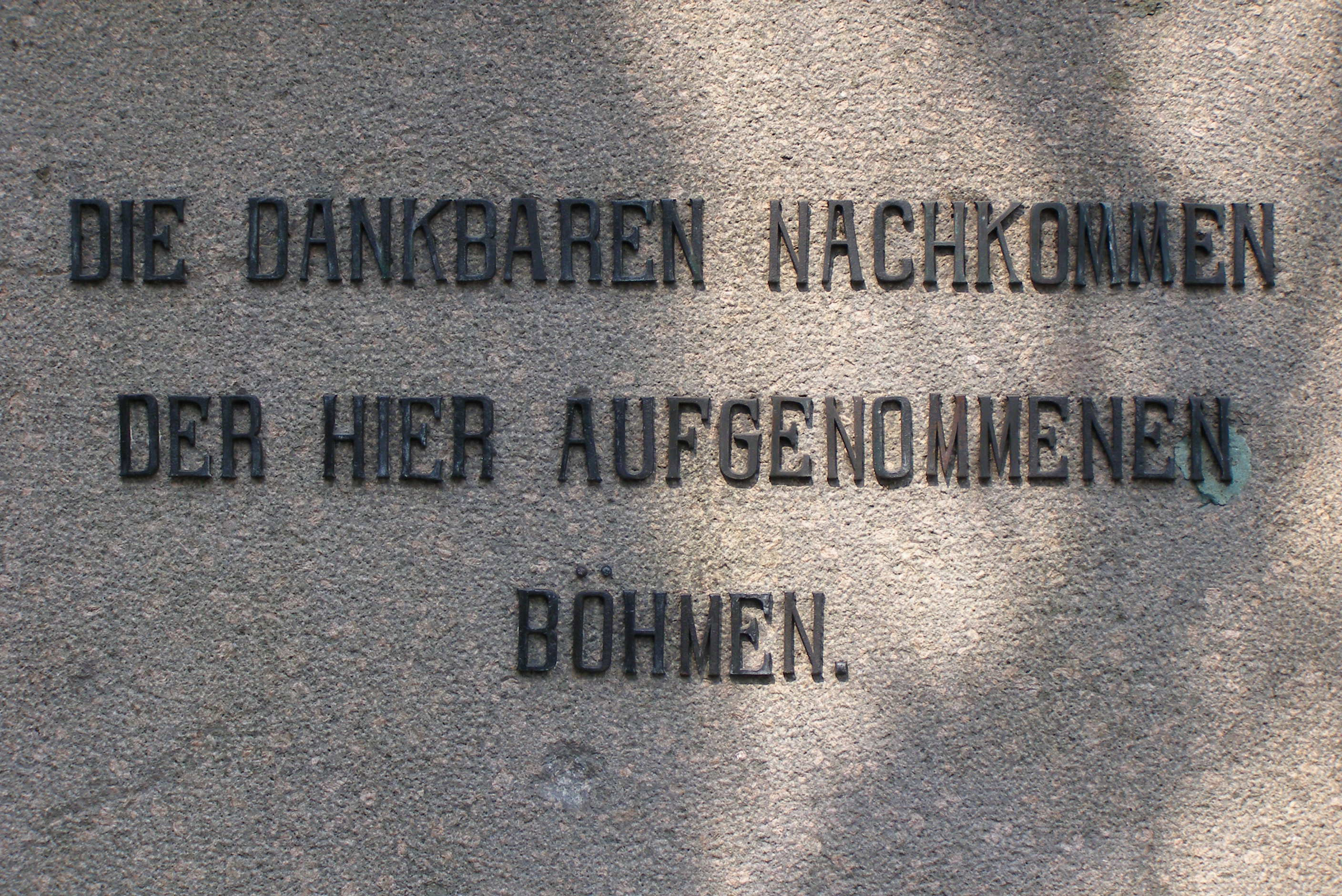
Gedenktafel in Böhmisch-Rixdorf, Berlin

Eine weitere Maßnahme zum Wiederaufbau Ostpreußens stellte die Gründung des Gestüts Trakehnen 1732 dar.
Weitere Peuplierungsmaßnahmen gab es 1732, als viele Protestanten, Nachfahren der Brüder-Unität, ihre böhmische Heimat verlassen mussten. Friedrich Wilhelm I. gewährte ihnen Asyl und siedelte sie in Böhmisch-Rixdorf bei Berlin, außerhalb der Stadtmauern Berlins, an. In Rixdorf errichteten sie Friedrich Wilhelm I. aus Dankbarkeit die Statue, die auf dieser Seite den König zeigt. Am Sockel brachten sie eine Gedenktafel an, auf der zu lesen ist: „Die dankbaren Nachkommen der hier aufgenommenen Böhmen.“
Jedoch blieb sein Interesse an Einwanderern auf deren angenommenen gesellschaftlichen Mehrwert für seinen Staat beschränkt, umherziehenden Armen wie Landstreichern „und anderes unnützes Gesinde“ wurde durch Verordnungen der Aufenthalt im Lande verwehrt. Zigeunern war die Einreise sogar bei Drohung mit dem Tode am Galgen strikt untersagt.
Die 1677 während des Schwedisch-Brandenburgischen Krieges durch den Großen Kurfürsten zerstörte pommersche Hauptstadt Stettin besetzte er in der Belagerung von Stettin als neutrale Macht und erwarb sie endgültig durch den Stockholmer Frieden von 1720. Er ließ die Stadt wieder aufbauen, als Festungs-, Verwaltungs- und Garnisonsstadt, mit zahlreichen Neubauten.

#### Förderung der Textil- und Wollwirtschaft
Um die für die heimische Wirtschaft wichtige Wollproduktion zu fördern, errichtete der neue König 1713 mit dem Berliner Lagerhaus einen Textilverlag und eine Manufaktur mit Hilfe des Unternehmers Johann Andreas Kraut.
Die Ausfuhr von Wolle wurde 1718/19 (bei Todesstrafe 1723) verboten. Die Begründung:

„[es würde] gewiß die höchste Unbilligkeit sein, länger zuzusehen, wie von der in Unseren Landen gefallenen Wolle vielen Auswärtigen Gelegenheit gegeben werde, ihr Brot reichlich zu verdienen, Unsere eigenen Untertanen und Wollarbeiter aber aus Mangel der Wolle und Arbeit müßig gehen und dem ganzen Lande mit Betteln zur Last fallen müssen, da doch die Wolle fast das einzige Mittel ist, so die gütige Natur Unserer Churmark selbst gegeben, die Müßiggänger und armen Leute in die Arbeit und Nahrung zu stellen, zugleich auch das Geld nicht nur im Lande zu behalten, sondern auch fremdes hereinzuziehen.“

#### Einführung der Amtsrobe für Juristen
Siehe q:Friedrich Wilhelm I. (Preußen)#Fälschlich zugeschrieben.

### Militärpolitik
Friedrich Wilhelm I. gab Preußen mit seinen 1,6 Mio. Einwohnern eine starke militärische Prägung. Von 1713 bis 1740 baute der König das stehende Heer seines Vaters von 40.000 auf über 80.000 Mann aus. Hinter Frankreich, den Niederlanden und Russland wurde Preußen viertstärkste Militärmacht in Europa. Damit erreichte er sein Ziel, aus der sekundären Subsidiarmacht Preußen seines Vaters eine autarke, selbständige militärische Macht in Europa zu machen. Die Folgen waren eine weitgehende Militarisierung des alltäglichen Lebens und die vollständige Ausrichtung der Bedürfnisse des Staates auf die Armee, aber auch der spätere Zutritt Preußens ins Konzert der europäischen Mächte. Zwei Drittel der Armee bestanden aus Landeskindern, die neun Monate im Jahr vom Dienst beurlaubt waren und nach dem Kantonssystem ausgehoben wurden, die Armee entsprach damit zu großen Teilen einer straff geführten Miliz.
Ein weiteres wichtiges Ergebnis der Militärpolitik Friedrich Wilhelms war die Formung eines geschlossenen adeligen Offizierskorps zur Führung des Heeres. Das Monopol des Adels auf Offiziersstellen wirkte sich bis ins 20. Jahrhundert hinein auf die preußischen und deutschen Truppen aus.
Friedrich Wilhelm selbst trug als erster Herrscher seiner Zeit ständig Uniform. Ungewollt prägte er sogar noch nach seinem Tode die Haarmode ganz Europas, denn bereits 1713/14 hatte er bei seinem Militär eine leichte Perücke eingeführt, bei der das eigene lange Haar der Soldaten nicht in einem Sack steckte, wie bei den französischen Militärs, sondern mit einem schwarzen Taftband umwickelt wurde. Die Lockenreihen dieser Stutzperücke hingen nicht mehr – wie bei den Allongeperücken der Offiziere – über die Schultern, sondern reichten nur noch bis auf Ohrenhöhe. Diese Neuerung sollte verhindern, dass lose fliegendes langes Haar bei der Handhabung der Luntengewehre Feuer fing. Die Träger waren stolz auf ihren Zopf, besonders, wenn er dick und lang war. Die kurze Zopfperücke der Unteroffiziere und einfachen Soldaten wurde jedoch bald auch von den Offizieren übernommen und setzte sich schließlich sogar in der zivilen Mode durch. Seit den 1760er Jahren war der von Friedrich Wilhelm erfundene Soldatenzopf überall in Europa und den Kolonien (siehe etwa George Washington) de rigeur, also die obligatorische Haartracht der gehobenen Stände bis zur Französischen Revolution und in den Armeen Europas noch bis Anfang des 19. Jahrhunderts.

#### Ausbau der Armee
Der König hatte noch zu seiner Kronprinzenzeit mehrfach erlebt, was es für einen Staat bedeutet, wenn er über kein starkes militärisches Drohpotenzial verfügt. So marschierten ausländische Heere mehrfach ohne Erlaubnis über preußisches Territorium. Zudem wurde Preußen regelmäßig bei anstehenden Friedensverhandlungen von den anderen Mächten bei der Aushandlung der Friedensbedingungen übergangen, so zuletzt während der Friedensverhandlungen in Utrecht, bei denen Preußen nur geringe Gebietsgewinne zugestanden wurden, die in keinem Verhältnis zum Aufwand standen. Auch die seit Jahren ausstehenden Subsidienzahlungen seiner Verbündeten wurden nicht beglichen.
Noch 1713 begann Friedrich Wilhelm daher die Armee auszubauen. Er verstärkte die Infanterie um 8.073, die Kavallerie um 1.067 Mann, womit die preußische Armee eine Stärke von nunmehr 50.000 Mann erreichte. Die zur Repräsentation dienenden Garden wurden zum großen Teil in Feldregimenter umgewandelt, die Schweizer Garde wurde aufgelöst. Mitte März setzten die ersten Werbungen ein, die häufig von Exzessen der Werber begleitet wurden. Gleichzeitig hob der König die Begrenzung der Dienstzeit auf, so dass theoretisch ein lebenslanges Dienstverhältnis drohte. Die Folge dieser Maßnahmen waren ein kurzzeitiges massives Ansteigen der Zahl der Desertionen und Landesfluchten junger Männer, um dem Militärdienst zu entgehen. Um 1715 gab er Jean de Bodt den Auftrag, die Zitadelle Wesel zu verstärken.

#### Lange Kerls

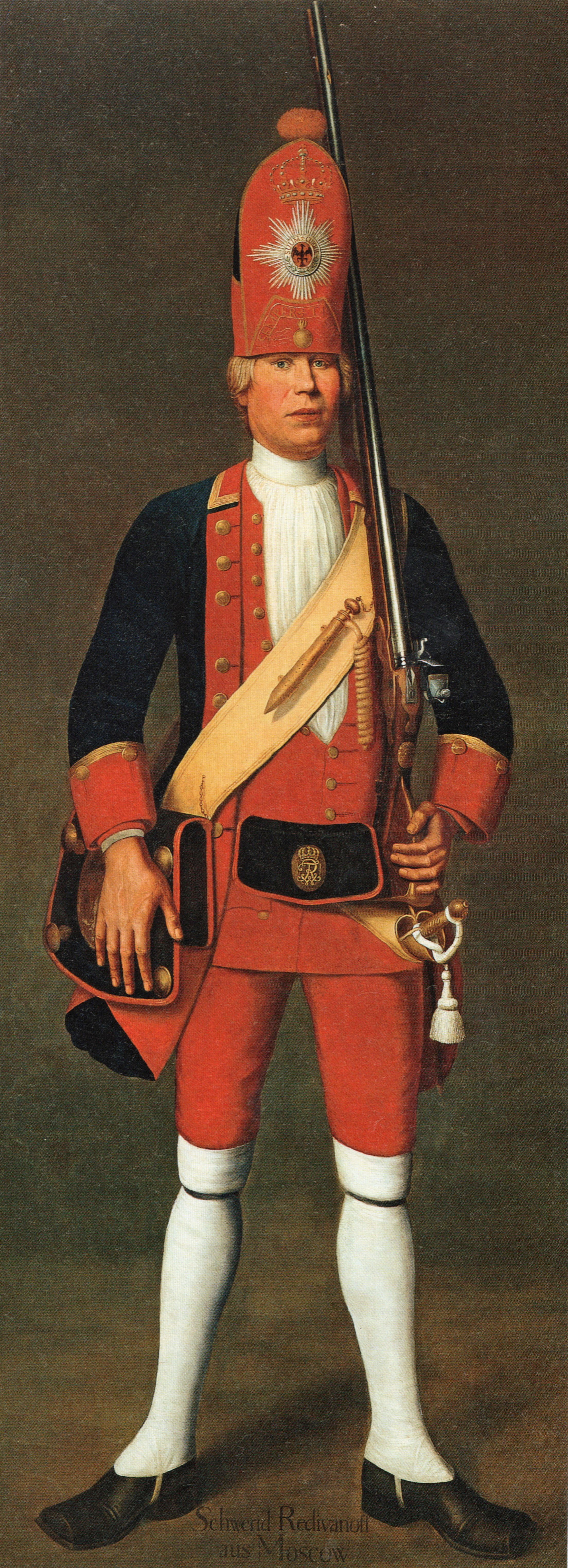
Schwerid Rediwanoff aus Moskau, Grenadier vom Roten Leibbataillon der königlichen Riesengarde. Er gehörte zu den Männern, die Peter der Große im Geschenkaustausch gegen das Bernsteinzimmer nach Berlin schickte.

Ein ganz besonderes Augenmerk des Königs galt der Werbung von lang gewachsenen jungen Männern („Lange Kerls“) für sein Königsregiment in Potsdam. Es ist möglich, dass dies auch seine große persönliche Leidenschaft war. Allerdings gab es einen praktischen Grund: Das Vorderladergewehr, das Füsil, erzielte die beste Wirkung, wenn es einen langen Lauf hatte. Entsprechend war es nur für hochgewachsene Männer leicht zu handhaben. Das an Ressourcen und Menschen arme Land musste zwangsläufig die Effizienz der Feuerwaffen erhöhen, um gegen Gegner bestehen zu können.
Bereits 1712, als der König noch Kronprinz war, hatte die Jagd nach Männern, die über 1,88 Meter groß waren, reichs- und europaweit begonnen. Dazu schickte er Werber bis nach Ungarn, Kroatien, Kurland und in die Ukraine aus. Der König, sonst auf allen Gebieten sparsam, war hier ohne Zögern bereit, große Mengen an Geld zu bezahlen. Ein sogenannter inländischer „Sechsfüßler“ kostete ihn 600 Taler. Für 1,92 Meter große Männer aus dem Ausland wurden 3000 Taler bezahlt. Zwischen 1713 und 1735 gingen insgesamt 12 Millionen Taler Werbegelder ins Ausland. Diese „Sammelleidenschaft“ des Königs sprach sich europaweit herum. Neben diplomatischen Drohungen des Auslands, illegal tätige preußische Werber hinzurichten, brachten andererseits ausländische Diplomaten dem König lang gewachsene Kerle als Geschenk, um seine Gunst zu erlangen. So trafen „Sendungen“ von ein paar Dutzend langen Kerlen aus Paris, London, Kopenhagen und Petersburg in Potsdam ein.
Der König kümmerte sich persönlich um jeden seiner Langen Kerls. Von jedem kannte er den persönlichen Lebenslauf, sie erhielten höheren Sold und bekamen Geschenke in Form von Häusern und Grundstücken. Die jährlichen Kosten des Königsregiments betrugen 291.000 Taler, im Vergleich zu 72.000 Taler für ein normales Infanterieregiment.

#### Adeliges Offizierskorps
Um dem im absolutistischen Staat nun weitgehend entmachteten Adelsstand eine Ersatzfunktion zu geben, versuchte der König diesen an die Krone zu binden. Dazu richtete er im September 1717 in Berlin das Königlich Preußische Corps de Cadets ein, eine zentrale Kadettenanstalt, für deren Beschickung er persönlich die jungen Adligen auswählte, die alle im Alter zwischen 12 und 18 Jahren in einem Verzeichnis erfasst waren. Damit bot er den Sprösslingen der meist verarmten Adelsfamilien eine Perspektive in beruflicher und sozialer Hinsicht. Neben der Karriere im Heer bot sich auch die Möglichkeit des Staatsdienstes für die Kadetten an. Damit sicherte der König dem Adel eine Teilhabe in seinem Staat, statt sie in politischer Opposition zu belassen. Trotz heftigen Widerstands des alteingesessenen Adels setzte sich der König in dieser Frage durch. Der Zwang des Adels zur Militärpflicht in der preußischen Armee war von einem Verbot des Dienstes in anderen Armeen begleitet.

#### Schaffung des Kantonsystems
Um den Ungerechtigkeiten der bis dahin wahllos durchgeführten Werbungen entgegenzutreten, schuf Friedrich Wilhelm 1733 das Kantonsystem. Jedem Regiment wurde ein bestimmter Landesteil (Kanton) zugeordnet, der den Personalbedarf decken musste. Dies stellte eine Vorstufe zur allgemeinen Wehrpflicht dar. Damit wurde der Militärdienst für die einfache Bevölkerung deutlich berechenbarer, und die Landesflucht vornehmlich junger Männer nahm in der Folgezeit wieder ab. Dem Adel wurde der Militärdienst außerhalb Preußens und damit eine Erwerbsquelle verboten, gleichzeitig zwang der König den Adel zum Dienst in der Armee.

### Außenpolitik

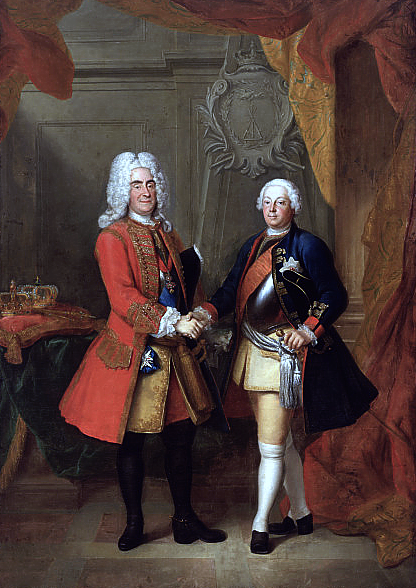
Friedrich Wilhelm zu Besuch am sächsischen Hof

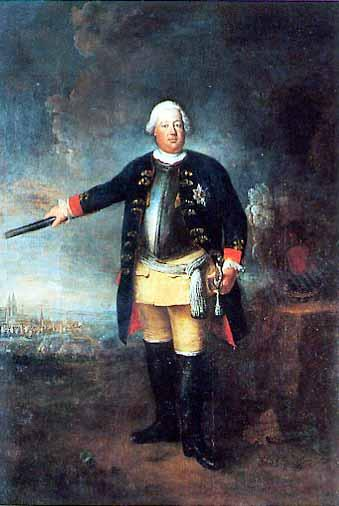
König Friedrich Wilhelm I. als Feldherr vor dem belagerten Stralsund (1715). Gemälde von Pesne 1729, allerdings in der neuen Uniform des Königsregiments.

Friedrich Wilhelm I. hielt am Neutralitätskurs seines Vorgängers zunächst fest. Als ihn Zar Peter der Große im März 1713 bei einem Besuch in Berlin zum Beitritt in die Allianz gegen den schwedischen König Karl XII. während des Großen Nordischen Krieges bewegen wollte, lehnte er das ab mit der Begründung, dass er ein Jahr brauche, um Armee und Finanzen in Ordnung zu bringen. Nach Beendigung des Spanischen Erbfolgekrieges gab er aber den Neutralitätskurs auf und wandte sich der Allianz zu. Sein Ziel war es, die schwedischen Gebiete in Norddeutschland (Schwedisch-Pommern) und den Zugang zur wichtigen Odermündung für Preußen zu gewinnen. Die Preußen besetzten in der Folge als neutrale Besatzungsmacht Stettin.
Als Karl XII. nach seiner Rückkehr aus dem Osmanischen Reich im November 1714 den Oberbefehl in Pommern übernahm und den Krieg fortsetzte, trat Preußen am 1. Mai 1715 aktiv in den Krieg ein. Unter dem Oberbefehl Friedrich Wilhelms I. belagerten Preußen, Dänen und Sachsen während des Pommernfeldzugs die schwedische Festung Stralsund und nahmen sie am 24. Dezember 1715 ein.
Im mit Schweden geschlossenen Frieden von Stockholm vom 21. Januar 1720 gewann Preußen die Stadt Stettin mit dem Gebiet zwischen Oder und Peene, die Inseln Wollin und Usedom sowie das Oderhaff und die Mündungen der Swine und Dievenow. Der kurze Feldzug von 1715 blieb der einzige kriegerische Einsatz der preußischen Armee in der Regierungszeit des Soldatenkönigs.
1718 lagerte unter dem Vorwand einer Reichsexekution gegen Mecklenburg-Schwerin ein Reichsheer (Österreich und Hannover-Großbritannien) von 50.000 Mann in Preußen. Friedrich Wilhelm I. ließ sich nicht herausfordern und hielt still. Anderseits nutzte er die Reichsexekution, um seinerseits Mittel aus Mecklenburg zu pressen, indem er einige Güter in Mecklenburg besetzte und jahrzehntelang verwaltete. Mit seinem südlichen Nachbarn, dem Kurfürstentum Sachsen, unterhielt der König häufige und intensive Kontakte.
Das Kolonialexperiment seines Großvaters Friedrich Wilhelm, um dessen Aufrechterhaltung sich Friedrich I. noch intensiv bemüht hatte, beendete Friedrich Wilhelm I. bald nach seinem Regierungsantritt. Er hatte die afrikanischen Ambitionen seiner Vorgänger stets für eine „Chimère“ gehalten. Nachdem es der Spanische Erbfolgekrieg den brandenburgischen Schiffen faktisch unmöglich gemacht hatte, nach Afrika zu gelangen, verkaufte Friedrich Wilhelm am 18. Dezember 1717 seine westafrikanischen Besitzungen für 6000 Dukaten an die Niederländische Westindien-Kompanie und sagte ihr vertraglich zu, sein Land würde an der Guinea-Küste nie wieder Handel treiben. Dadurch vergrößerte er nicht nur seinen Staatsschatz, sondern verringerte auch das Risiko, mit den westeuropäischen Kolonialmächten in Konflikt zu geraten. Die faktische Übergabe von Groß Friedrichsburg und Arguin an die Niederländer bzw. die Franzosen erfolgte aufgrund lokaler Verwicklungen gewaltsam in den Jahren 1721 und 1724.
Außenpolitisch galt der Monarch als wenig ambitioniert und talentiert. Bekannt war der „Soldatenkönig“ ebenso für seine unkriegerische Haltung, wofür er an den europäischen Höfen verspottet wurde. Seinen einzigen Waffengang im Großen Nordischen Krieg hatte er noch von seinem Vorgänger geerbt, und die dort sowie in der Jugend in der Schlacht bei Malplaquet gemachten Erfahrungen ließen ihm den Krieg nicht als Option der Politik erscheinen. Kriege kosteten viel Geld und ramponierten die vorher mühsam aufgebaute Armee.
Während seiner weiteren Regentschaft war er an den Erbfolgerechten in Jülich und Berg interessiert, deren Umsetzung traditionell der Kaiser garantierte. In nahezu treuherziger Manier warb er mehrfach um die Gunst Karls VI. und wurde immer wieder von ihm getäuscht. Als sich sein Wittelsbacher Konkurrent Karl Philipp dann ebenfalls von seinem kaiserlichen Neffen hintergangen fühlte, verbündete sich der Pfälzer Kurfürst kurzerhand mit Frankreich und blieb weiter im Besitz der rheinischen Herzogtümer.

### Bildungspolitik
Weil Friedrich Wilhelm praxisorientiert und pragmatisch dachte, konnte er wenig mit Gelehrten und Geisteswissenschaften anfangen. Er förderte daher außer der Theologie nur praxisorientierte Wissenschaften.
Flankierend zum Wirtschaftsaufbau installierte Friedrich Wilhelm I. an den Universitäten Halle und Frankfurt (Oder) die ersten Lehrstühle für Kameralwissenschaften. Es war der Anfang einer universitären Wirtschaftslehre. Dagegen wurden Fakultäten, die nicht praktisch dem Land dienten, von ihm mehr und mehr bedrängt. Der Philosoph Christian Wolff in Halle, dem der König vorwarf, er unterminiere die Religion und daher die Armee, und der Staatsrechtler Johann Jacob Moser, den er nach Frankfurt (Oder) berufen hatte, verließen Preußen unter Lebensgefahr.
Preußen wurde im Rahmen der Armeeversorgung zum Standort fortschrittlicher Medizin. Eine große Anzahl bedeutender Ärzte diente Friedrich Wilhelm. Zum Zentrum wurde die Charité in Berlin.

#### Schulpflicht

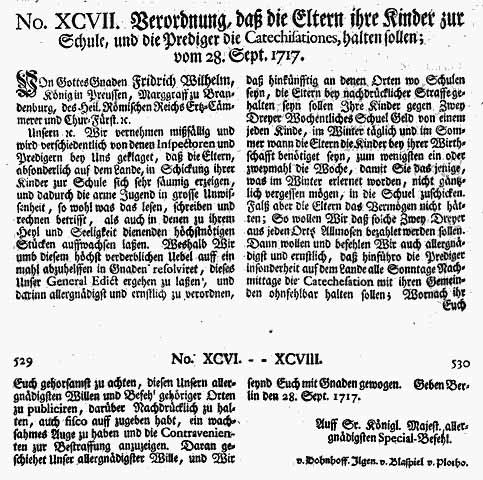
Königliche Verordnung zur Einführung der Allgemeinen Schulpflicht in Preußen, 1717

Am 28. September 1717 führte der König durch königliche Verordnung im Prinzip die allgemeine Volksschulpflicht auf den königlichen Domänengütern ein. So sollte jedes Kind zwischen fünf und zwölf Jahren zur Schule gehen.

„Wir vernehmen missfällig und wird verschiedentlich von denen Inspectoren und Predigern bey Uns geklaget, dass die Eltern, absonderlich auf dem Lande, in Schickung ihrer Kinder zur Schule sich sehr säumig erzeigen, und dadurch die arme Jugend in grosse Unwissenheit, so wohl was das lesen, schreiben und rechnen betrifft, als auch in denen zu ihrem Heyl und Seligkeit dienenden höchstnötigen Stücken auffwachsen laßen.“

Während seiner Regentschaft stieg das allgemeine Bildungsniveau in Preußen deutlich. Die 1717 erlassene Schulpflicht trug dazu wesentlich bei, auch wenn sie sich durch den schwachen und finanzarmen Staat nicht gleich flächendeckend durchsetzen konnte. So stieg die Zahl der Dorfschulen von 320 im Jahre 1717 auf 1480 in seinem Todesjahr.

### Sozial- und Religionspolitik
Obwohl Friedrich Wilhelm selbst Calvinist blieb, schätzte er den lutherischen Pietismus und übertrug ihn auf den preußischen Staat und die Gesellschaft. So förderte er Pietisten als Universitätstheologen und stellte pietistische Feldprediger in der Armee an, denen er den Feldpropst Lambert Gedicke voranstellte. Die Lutherische Staatskirche übernahm den neuen Geist und ließ ihn durch Predigt und die betriebenen Schulen zum Allgemeingut für die Bevölkerung werden. Aus diesen Einrichtungen sowie der pietistischen Universität Halle bezog der Staat Preußen einen großen Teil seiner späteren Elite. Auch interessierte Friedrich Wilhelm sich sehr für die Erneuerung der Kirche der Böhmischen Brüder in Herrnhut. So stand er viele Jahre in Briefkontakt mit Nikolaus Ludwig von Zinzendorf und ermunterte ihn zur Bischofsweihe.
Der Soldatenkönig vertrat eine weitgehend tolerante Religionspolitik. So gestattete er 1722 den in Lüttich angeworbenen katholischen Arbeitern seiner Königlichen Preußischen Gewehrfabrik Potsdam-Spandau wunschgemäß die freie Religionsausübung und stiftete an beiden Standorten katholische Kirchen. Für die zugezogenen Franzosen in der Residenzstadt Potsdam wurde zu Anfang ein Gebetsraum im Stadtschloss eingerichtet und später unter seinem Sohn Friedrich II. die Französische Kirche errichtet. Für die muslimischen Soldaten, die nach dem russisch-türkischen Krieg 1739 über den Herzog von Kurland nach Potsdam kamen, wurde ein Gebetsraum im Militär-Waisenhaus eingerichtet, damit „freyer mahomedanischer Gottesdienst, auf einem Saale Sonntags nach der Kirchenparade“, stattfinden konnte. Damit ist der Soldatenkönig der erste christliche König Europas, der Muslimen einen eigenen Gebetsraum errichten ließ.
Beschränkungen für Juden bestanden auch unter Friedrich Wilhelm fort. Wie schon sein Vater und später auch sein Sohn (siehe Revidiertes General-Privileg) zielte er auf die Ausnutzung der Wirtschaftskraft, versuchte aber zusätzlich die Anzahl der Juden in Preußen zu begrenzen. Zur christlichen Missionierung der Juden unterstützte er das Institutum Judaicum et Muhammedicum unter dem Theologen Johann Heinrich Callenberg ab 1728 in Halle. Der des Atheismus beschuldigte Hallesche Philosophieprofessor Christian Wolff musste 1723 sein Amt aufgeben und Preußen innerhalb von 48 Stunden verlassen. Bis 1736 waren seine Schriften verboten.
Die Errichtung von sozialen Einrichtungen wie des Potsdamer Militärwaisenhauses 1724 oder des königlichen Warenlagerhauses lassen sich unter anderem auch auf die religiöse Einstellung des Königs zurückführen. Aus der Zeit zwischen 1717 und 1723 liegen zahlreiche Anweisungen zur Abschaffung der Leibeigenschaft auf den königlichen Domänen durch Friedrich Wilhelm vor, doch sind sie faktisch kaum umgesetzt worden.
Am 9. Januar 1727 verfügte Friedrich Wilhelm I. in einer weiteren Kabinettsorder die Umwandlung eines Lazaretts in ein Bürgerhospital und ordnete in einer Randbemerkung an: „Es soll das Haus die Charité heißen.“ Erster Direktor wurde der Leibarzt des Königs, Johann Theodor Eller (1689–1760).

### Konflikt mit dem Thronfolger

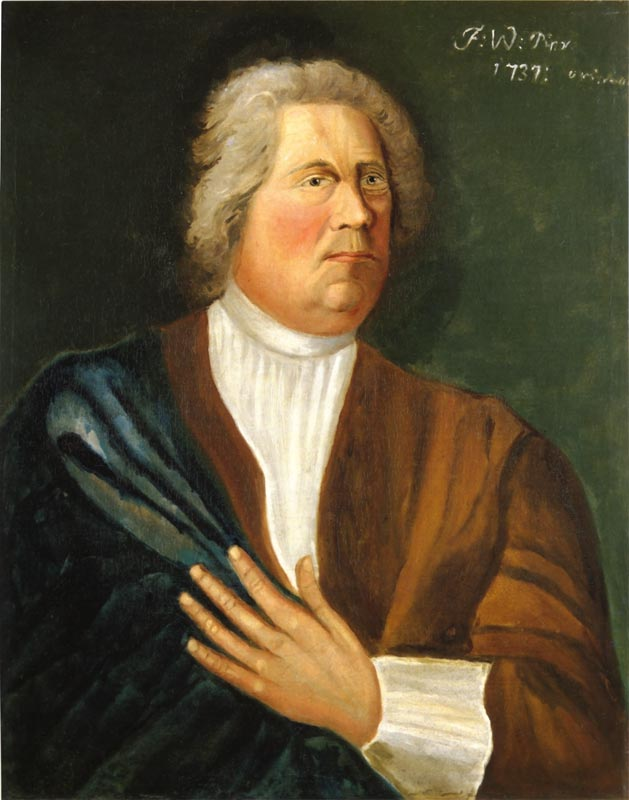
Selbstbildnis Friedrich Wilhelms I., ca. 1737.

1730 kam es wegen Friedrich Wilhelms Heiratsplänen zum Zerwürfnis zwischen ihm und seinem Sohn und Thronfolger, Friedrich, der daraufhin zusammen mit dem befreundeten Leutnant Hans Hermann von Katte vom Garderegiment Gendarmes seine bereits seit 1729 geplante Flucht aus Preußen in die Tat umsetzen wollte.
Der halbherzige Fluchtversuch Friedrichs scheiterte. In dessen Folge wurde er in der Festung Küstrin eingesperrt. Sein Freund und Fluchthelfer Hans Hermann von Katte wurde hingerichtet. Der König hatte das Urteil gegen Katte in die Todesstrafe umwandeln lassen, um ein Exempel zu statuieren. Seine Berater konnten ihn nur mit Mühe davon abbringen, dem Thronfolger Gleiches anzutun. Allerdings ließ er Friedrich zwingen, bei der Enthauptung seines Freundes zuzuschauen.
Die Ursachen für diesen schweren familiären Konflikt lagen in den Sorgen Friedrich Wilhelm I., dass der Sohn sein Lebenswerk wieder verkommen ließe. Er ließ seine Kinder und insbesondere Friedrich streng erziehen. Friedrich sollte die Ideale des Vaters, Strenge, Unbestechlichkeit, Stärke und Sparsamkeit von Anfang an befolgen. Der feinsinnige Sohn suchte aber immer wieder Zuflucht in Musik und Literatur, was zahlreiche Konflikte zwischen Vater und Sohn heraufbeschwor. Insbesondere akzeptierte der malende Vater die Musik nicht als Kunst, womit diese als Verständigungsbasis zwischen den beiden ausfiel.
Noch während der Haftzeit Friedrichs kam es zur Versöhnung zwischen Vater und Sohn, und auch wenn das Verhältnis weiterhin schwierig war, konnten sich beide damit arrangieren. Der König erlaubte später seinem Sohn, sich samt dessen Gemahlin auf Schloss Rheinsberg zurückzuziehen und dort eigene Studien zu betreiben, wodurch sich Friedrich aus der Umklammerung seines Vaters befreite.

### Lebensende und Grablege
Mit zunehmendem Alter litt Friedrich Wilhelm an Gicht- und Podagraanfällen, die seinem ungesunden Lebensstil und einer erblichen Vorbelastung geschuldet waren. Er konnte kaum noch reiten und musste sich immer häufiger im Rollstuhl fortbewegen.
Am 31. Mai 1740 verstarb er im Potsdamer Stadtschloss an Wassersucht. Die Beisetzung erfolgte am 4. Juni in der Garnisonkirche zu Potsdam. Sein Sohn Friedrich II., später bekannt als Friedrich der Große, folgte ihm als König in Preußen (seit 1772 König von Preußen) nach.
Beigesetzt wurde Friedrich Wilhelm in der Gruft des Königlichen Monuments in der Potsdamer Garnisonkirche in einem schlichten Metallsarkophag ohne nennenswerte Verzierung. Die einfache, weißgetünchte Gruft hatte sich der König nach seinen Wünschen in der von ihm erbauten Kirche herrichten lassen. Nach dem Tode Friedrichs des Großen wurde auch dessen Sarkophag, gegen seinen testamentarischen Willen, in der Gruft der Garnisonkirche aufgestellt, die zu einem beliebten Touristenziel wurde.
1943 ließ Hermann Göring die Särge von Friedrich Wilhelm und Friedrich II. angesichts zahlreicher Luftangriffe auf Berlin in einen bombensicheren Raum schaffen; später wurden sie vor der vorrückenden Roten Armee evakuiert. 1945 entdeckten US-Soldaten die Sarkophage in einem Kalibergwerk bei Bernterode (Thüringen). Als sie aus Thüringen abzogen, brachten sie die Särge, und auch den von Hindenburg, in die Marburger Elisabethkirche. 1952 bewirkte Prinz Louis Ferdinand, dass die Särge seiner beiden Vorfahren auf die Burg Hohenzollern bei Hechingen – in die dortige evangelische Christuskapelle – gebracht wurden. Am 17. August 1991, dem 205. Todestag seines Sohnes, wurden beider Särge nach Potsdam überführt, Friedrich Wilhelms Sarg in das Kaiser-Friedrich-Mausoleum bei der Friedenskirche im Park Sanssouci, der Friedrichs II. nun nach Sanssouci, in die Gruft, die er selbst für sich hatte bauen lassen.

## Persönlichkeit
Insgesamt gesehen war Friedrich Wilhelm I. ein Mensch mit Widersprüchen. Einerseits ein friedliebender Monarch, andererseits ein heilloser Militarist, er war „schreckenverbreitend, misstrauisch, brutal, geizig [und] liebevoll, entgegenkommend, ehrlich und großzügig. [Er war ein] Despot à la russe [und] ein tief religiöser, gottesfürchtiger Mensch“. Er selbst schien die Widersprüche zu erkennen. Jedenfalls erklärte bzw. entschuldigte er sie:

„Mein ganzes Leben hindurch fand ich mich genötigt, zwei Leidenschaften anzuhängen, die ich nicht [sic!] hatte: eine war ungereimter Geiz und die andere eine ausschweifende Neigung für große Soldaten. Nur wegen dieser so sehr in die Augen fallenden Schwachheiten vergönnte man mir das Einsammeln eines großen Schatzes und die Errichtung einer starken Armee. Beide sind da, nun bedarf mein Nachfolger weiter keiner Maske.“

Völlig untypisch für diese Zeit legte er größten Wert auf Sauberkeit und Hygiene, um ansteckende Krankheiten zu vermeiden. Er hegte eine tiefe Abneigung gegen diplomatische Konventionen und höfische Etikette, was sich auf seinen Regierungsstil auswirkte.
Er galt als relativ ungebildet; so beherrschte er weder im Deutschen noch im Französischen die korrekte Schriftsprache, obwohl er zweisprachig aufgewachsen war. Er schrieb phonetisch.
Bewunderung zeigte der König für das musikalische Werk Georg Friedrich Händels. In seinen letzten Lebensjahren widmete sich der kranke Monarch der Malerei. Seine Werke, von Hofmalern vorskizziert, entstanden hauptsächlich auf Schloss Kossenblatt bei Fürstenwalde und in (Königs) Wusterhausen, als Selbstbeschäftigung.
Er bevorzugte einfache Hausmannskost wie Weißkohl mit Schweinebauch, grüne Erbsen mit Hammelkarbonade, Rindsmaul mit Rindsfüßen. Diese Ernährung war seiner Gesundheit allerdings nicht zuträglich.

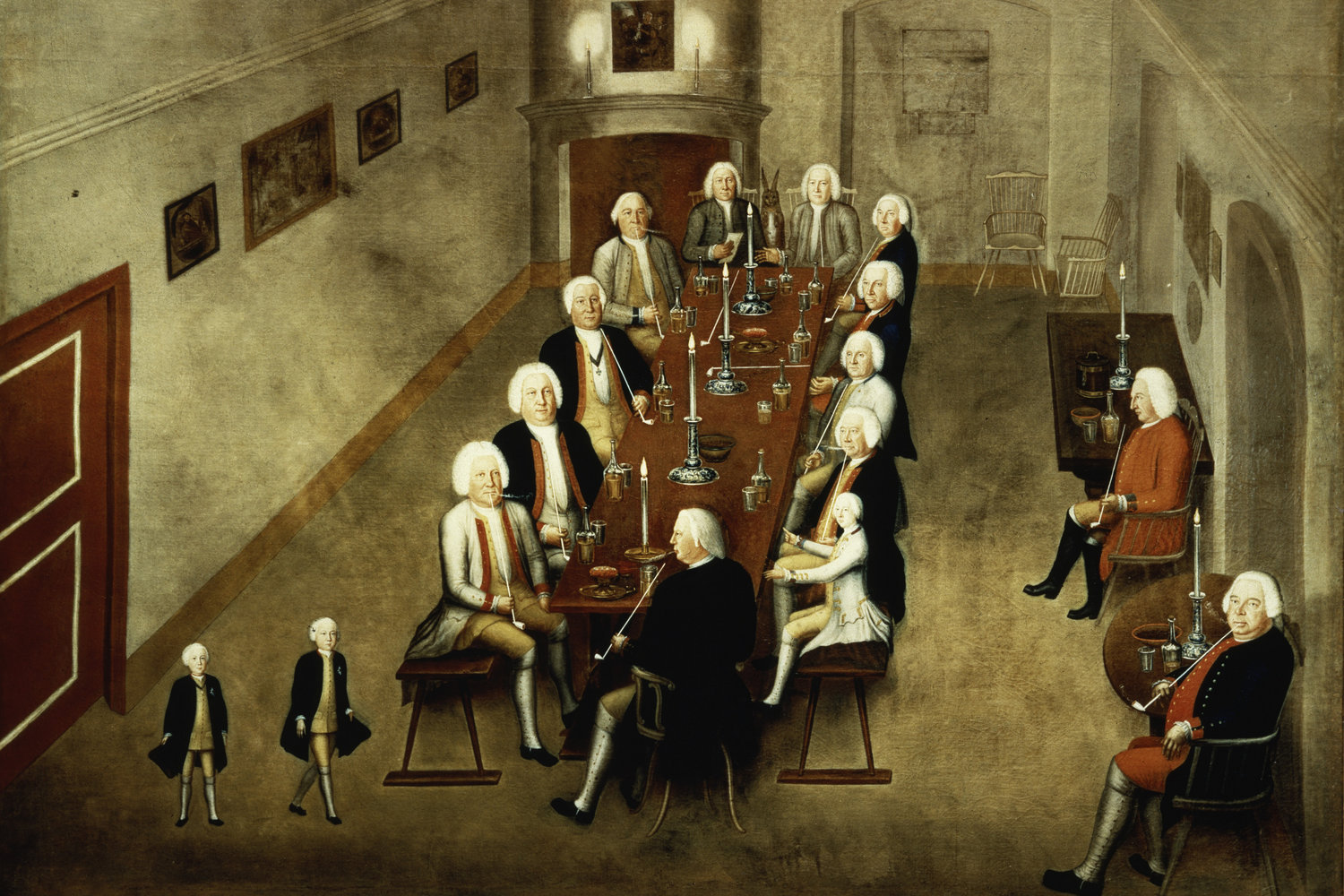
Das Tabakskollegium im Schloss Königs Wusterhausen

Zu seinem privaten Vergnügen suchte der König regelmäßig ein Tabakskollegium auf, das aus acht bis zwölf abendlichen Mitzechern bestand, die einen rauen Ton pflegten. Mit dabei war Professor Jacob Paul von Gundling (1673–1731), ein Hausgelehrter und Berater des Königs. Gundling zeigte eine Veranlagung zur überheblichen Eitelkeit des Gelehrten und einen starken Hang zum Alkoholismus, verbunden mit Unreinlichkeit. Das machte ihn zur willkommenen Zielscheibe der ausgeprägten Spottlust Friedrich Wilhelms I. und der Teilnehmer des Tabakskollegiums. Gundling ließ es durch sein Verhalten zu, zum Hanswurst gemacht zu werden. Schon die Zeitgenossen und spätere Gelehrtengenerationen sahen darin eine generelle Verachtung der Wissenschaften durch Friedrich Wilhelm I., so ließ der König Gundling in einem Weinfass auf dem Bornstedter Friedhof begraben.
Abweichend von den Sitten seiner Zeit hatte der König keine Mätressen. In seiner Instruktion an den Nachfolger von 1722 benannte er seine Prämissen für einen Herrscher:

„keine Metressen, es beßer zu Nennen Huhren, haben und ein Gottsehliches lehben führen; diße Regenten wierdt Gott mit allen weldt- und geistsehgen beschütten (…) nicht Sauffen und freßen davon ein unzügtiges leben herr kommet, (…) und auch nicht zugehben [gemeint ist: zulassen] das in seine Lender und Prowincen keine Komedien, Operas, Ballettes, Masckeradhen, Redutten gehalten werden.“

## Rezeption
Ein Roman und mehrere Filme beschäftigen sich mit Auszügen aus dem Leben Friedrich Wilhelms. Jochen Klepper veröffentlichte 1937 den biographischen Roman Der Vater. In mehreren Filmen wurde der König von sehr prominenten deutschen Schauspielern dargestellt.
Die ersten beiden Episoden der vierteiligen Kinoproduktion Fridericus Rex (1921/22) beschäftigen sich mit dem Konflikt des Preußenkönigs mit seinem Sohn Friedrich. Hier wird Friedrich Wilhelm von Albert Steinrück dargestellt. Der Oscar-Preisträger Emil Jannings übernahm die Rolle in dem Propagandafilm Der alte und der junge König von 1935. 1979 übernahm Günter Strack die Rolle in der zweiteiligen Fernsehproduktion Der Thronfolger. Strack spielte die Rolle außerdem in dem Fernsehspiel August der Starke von 1984.
In dem Fernseh-Drama Der König und sein Narr von 1981 stand Götz George als Friedrich Wilhelm vor der Kamera. Der Film handelt von Konflikt zwischen dem Preußenkönig und Jacob Paul von Gundling, der vom König vom Professor zum Hofnarren degradiert wurde und daran zu Grunde ging.

## Schlösser des Königs

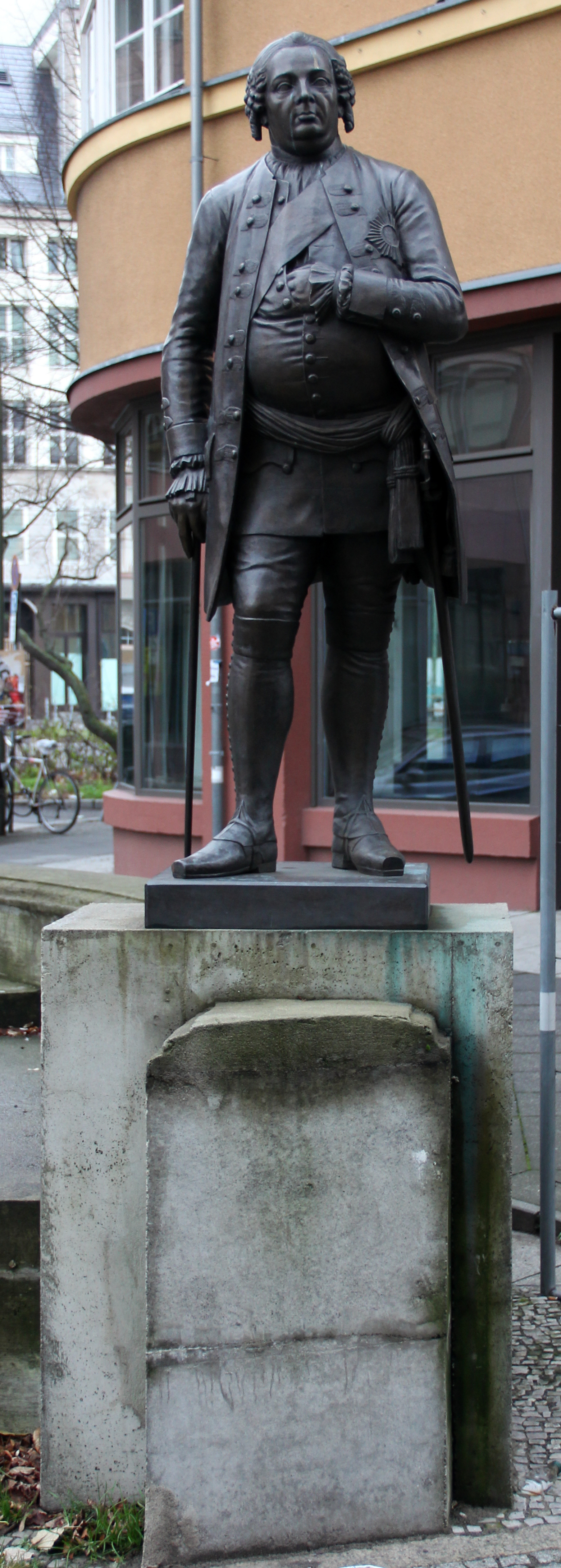
Denkmal in Berlin in der Linienstraße

Friedrich Wilhelm I. blieb der einzige preußische Monarch, der nie ein großes Schloss gebaut hat. Davon ausgenommen waren nur kleine Jagdschlösser, die seiner militärischen Leidenschaft dienten, wie z. B. das Jagdschloss Stern. Alle Baumaßnahmen bzw. -vorhaben des Vorgängers ließ er einstellen, siehe Unfriedtbau in Königsberg. Repräsentative Bauten, wie etwa das Schloss Charlottenburg, benutzte er kaum, ließ sie aber im Winter beheizen, um Bauschäden vorzubeugen. Andere Schlösser ließ er verkaufen bzw. verkaufte das Inventar, siehe Potsdamer Stadtschloss oder auch Bernsteinzimmer. Schloss Königs Wusterhausen hatte er vom Vater geerbt. Bemerkenswert ist in diesem Zusammenhang, dass er dennoch auch Schlösser erwarb: Schloss Rheinsberg, das er seinem Sohn Friedrich für seine Loyalität schenkte, und Schloss Kossenblatt, das er selbst bewohnte und nach seinem Geschmack einrichtete.

## Denkmäler
Für König Friedrich Wilhelm I. wurden einige wenige Denkmäler errichtet, von denen drei in Berlin,  sowie zwei weitere auf der Insel Rügen und auf der Burg Hohenzollern erhalten sind.

## Ehe und Nachkommen
Friedrich Wilhelm war verheiratet mit seiner Cousine Sophie Dorothea von Hannover (1687–1757), Tochter des Königs Georg I. von Großbritannien und dessen Gattin Prinzessin Sophie Dorothea von Braunschweig-Lüneburg. Friedrich Wilhelm und seine Frau waren beide Enkelkinder der Sophie von der Pfalz, protestantische Stammmutter des britischen Königshauses nach dem Act of Settlement. Aus der Ehe gingen 14 Kinder hervor:

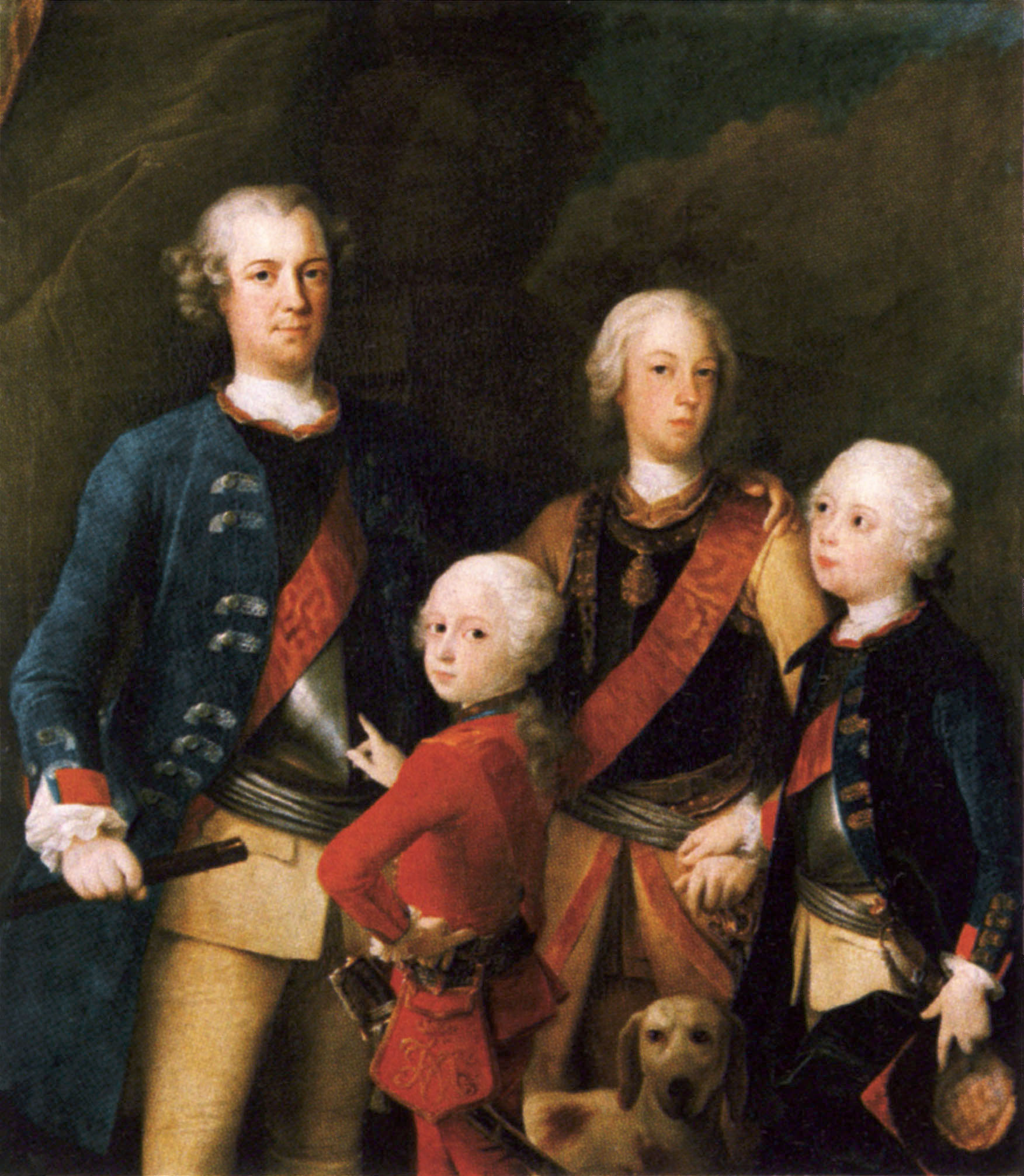
Die Söhne von Friedrich Wilhelm I. und Sophie Dorothea um 1737, von links: Friedrich, August Ferdinand, August Wilhelm, Heinrich (Georg Lisiewski zugeschrieben)

- Friedrich Ludwig (1707–1708), Kronprinz in Preußen, Kurprinz von Brandenburg, Prinz von Oranien
- Wilhelmine (1709–1758)

⚭ 1731 Markgraf Friedrich von Brandenburg-Bayreuth (1711–1763)
- Friedrich Wilhelm (1710–1711), Kronprinz in Preußen, Kurprinz von Brandenburg, Prinz von Oranien
- Friedrich (1712–1786), als Friedrich II. später König von Preußen und Kurfürst von Brandenburg

⚭ 1733 Prinzessin Elisabeth Christine von Braunschweig-Wolfenbüttel-Bevern (1715–1797)
- Charlotte Albertine (1713–1714)
- Friederike Luise (1714–1784)

⚭ 1729 Markgraf Karl von Brandenburg-Ansbach (1712–1757)
- Philippine Charlotte (1716–1801)

⚭ 1733 Herzog Karl I. von Braunschweig-Wolfenbüttel (1713–1780)
- Ludwig Karl Wilhelm (1717–1719)
- Sophie Dorothea Marie (1719–1765)

⚭ 1734 Markgraf Friedrich Wilhelm von Brandenburg-Schwedt (1700–1771)
- Luise Ulrike (1720–1782)

⚭ 1744 König Adolf Friedrich von Schweden (1710–1771)
- August Wilhelm (1722–1758)

⚭ 1742 Prinzessin Luise Amalie von Braunschweig-Wolfenbüttel (1722–1780)
- Anna Amalie (1723–1787), Äbtissin von Quedlinburg
- Heinrich (1726–1802)

⚭ 1752 Prinzessin Wilhelmine von Hessen-Kassel (1726–1808)
- August Ferdinand (1730–1813)

⚭ 1755 Prinzessin Anna Elisabeth Luise von Brandenburg-Schwedt (1738–1820)

## Vorfahren
| Johann Sigismund (Kurfürst von Brandenburg) ⚭ Anna von Preußen | Johann Sigismund (Kurfürst von Brandenburg) ⚭ Anna von Preußen | Johann Sigismund (Kurfürst von Brandenburg) ⚭ Anna von Preußen | Johann Sigismund (Kurfürst von Brandenburg) ⚭ Anna von Preußen | Johann Sigismund (Kurfürst von Brandenburg) ⚭ Anna von Preußen | Johann Sigismund (Kurfürst von Brandenburg) ⚭ Anna von Preußen |  |  | Friedrich IV. (Kurfürst von der Pfalz) ⚭ Luise Juliana             | Friedrich IV. (Kurfürst von der Pfalz) ⚭ Luise Juliana             | Friedrich IV. (Kurfürst von der Pfalz) ⚭ Luise Juliana             | Friedrich IV. (Kurfürst von der Pfalz) ⚭ Luise Juliana             | Friedrich IV. (Kurfürst von der Pfalz) ⚭ Luise Juliana             | Friedrich IV. (Kurfürst von der Pfalz) ⚭ Luise Juliana             |  |  | Wilhelm I. (Oranien) (Hauptführer der niederländischen Revolte) ⚭ Louise de Coligny | Wilhelm I. (Oranien) (Hauptführer der niederländischen Revolte) ⚭ Louise de Coligny | Wilhelm I. (Oranien) (Hauptführer der niederländischen Revolte) ⚭ Louise de Coligny | Wilhelm I. (Oranien) (Hauptführer der niederländischen Revolte) ⚭ Louise de Coligny | Wilhelm I. (Oranien) (Hauptführer der niederländischen Revolte) ⚭ Louise de Coligny | Wilhelm I. (Oranien) (Hauptführer der niederländischen Revolte) ⚭ Louise de Coligny |  |  | Johann Albrecht I. zu Solms-Braunfels ⚭ Agnes zu Sayn-Wittgenstein | Johann Albrecht I. zu Solms-Braunfels ⚭ Agnes zu Sayn-Wittgenstein | Johann Albrecht I. zu Solms-Braunfels ⚭ Agnes zu Sayn-Wittgenstein | Johann Albrecht I. zu Solms-Braunfels ⚭ Agnes zu Sayn-Wittgenstein | Johann Albrecht I. zu Solms-Braunfels ⚭ Agnes zu Sayn-Wittgenstein | Johann Albrecht I. zu Solms-Braunfels ⚭ Agnes zu Sayn-Wittgenstein |  |  | Wilhelm (Fürst von Lüneburg) ⚭ Dorothea von Dänemark | Wilhelm (Fürst von Lüneburg) ⚭ Dorothea von Dänemark | Wilhelm (Fürst von Lüneburg) ⚭ Dorothea von Dänemark | Wilhelm (Fürst von Lüneburg) ⚭ Dorothea von Dänemark | Wilhelm (Fürst von Lüneburg) ⚭ Dorothea von Dänemark | Wilhelm (Fürst von Lüneburg) ⚭ Dorothea von Dänemark |  |  | Ludwig V. (Landgraf von Hessen-Darmstadt) ⚭ Magdalena | Ludwig V. (Landgraf von Hessen-Darmstadt) ⚭ Magdalena | Ludwig V. (Landgraf von Hessen-Darmstadt) ⚭ Magdalena | Ludwig V. (Landgraf von Hessen-Darmstadt) ⚭ Magdalena | Ludwig V. (Landgraf von Hessen-Darmstadt) ⚭ Magdalena | Ludwig V. (Landgraf von Hessen-Darmstadt) ⚭ Magdalena |  |  | Friedrich IV. (Kurfürst von der Pfalz) ⚭ Luise Juliana  | Friedrich IV. (Kurfürst von der Pfalz) ⚭ Luise Juliana  | Friedrich IV. (Kurfürst von der Pfalz) ⚭ Luise Juliana  | Friedrich IV. (Kurfürst von der Pfalz) ⚭ Luise Juliana  | Friedrich IV. (Kurfürst von der Pfalz) ⚭ Luise Juliana  | Friedrich IV. (Kurfürst von der Pfalz) ⚭ Luise Juliana  |  |  | Jakob I. (König von Schottland, England und Irland) ⚭ Anna von Dänemark | Jakob I. (König von Schottland, England und Irland) ⚭ Anna von Dänemark | Jakob I. (König von Schottland, England und Irland) ⚭ Anna von Dänemark | Jakob I. (König von Schottland, England und Irland) ⚭ Anna von Dänemark | Jakob I. (König von Schottland, England und Irland) ⚭ Anna von Dänemark | Jakob I. (König von Schottland, England und Irland) ⚭ Anna von Dänemark |  |  |  |  |  |  |  |  |  |  |  |  |  |  |  |  |  |  |  |  |  |  |  |  |  |  |  |  |  |  |  |  |  |  |  |  |  |  |  |  |  |  |  |  |  |  |  |  |
| Johann Sigismund (Kurfürst von Brandenburg) ⚭ Anna von Preußen | Johann Sigismund (Kurfürst von Brandenburg) ⚭ Anna von Preußen | Johann Sigismund (Kurfürst von Brandenburg) ⚭ Anna von Preußen | Johann Sigismund (Kurfürst von Brandenburg) ⚭ Anna von Preußen | Johann Sigismund (Kurfürst von Brandenburg) ⚭ Anna von Preußen | Johann Sigismund (Kurfürst von Brandenburg) ⚭ Anna von Preußen |  |  | Friedrich IV. (Kurfürst von der Pfalz) ⚭ Luise Juliana             | Friedrich IV. (Kurfürst von der Pfalz) ⚭ Luise Juliana             | Friedrich IV. (Kurfürst von der Pfalz) ⚭ Luise Juliana             | Friedrich IV. (Kurfürst von der Pfalz) ⚭ Luise Juliana             | Friedrich IV. (Kurfürst von der Pfalz) ⚭ Luise Juliana             | Friedrich IV. (Kurfürst von der Pfalz) ⚭ Luise Juliana             |  |  | Wilhelm I. (Oranien) (Hauptführer der niederländischen Revolte) ⚭ Louise de Coligny | Wilhelm I. (Oranien) (Hauptführer der niederländischen Revolte) ⚭ Louise de Coligny | Wilhelm I. (Oranien) (Hauptführer der niederländischen Revolte) ⚭ Louise de Coligny | Wilhelm I. (Oranien) (Hauptführer der niederländischen Revolte) ⚭ Louise de Coligny | Wilhelm I. (Oranien) (Hauptführer der niederländischen Revolte) ⚭ Louise de Coligny | Wilhelm I. (Oranien) (Hauptführer der niederländischen Revolte) ⚭ Louise de Coligny |  |  | Johann Albrecht I. zu Solms-Braunfels ⚭ Agnes zu Sayn-Wittgenstein | Johann Albrecht I. zu Solms-Braunfels ⚭ Agnes zu Sayn-Wittgenstein | Johann Albrecht I. zu Solms-Braunfels ⚭ Agnes zu Sayn-Wittgenstein | Johann Albrecht I. zu Solms-Braunfels ⚭ Agnes zu Sayn-Wittgenstein | Johann Albrecht I. zu Solms-Braunfels ⚭ Agnes zu Sayn-Wittgenstein | Johann Albrecht I. zu Solms-Braunfels ⚭ Agnes zu Sayn-Wittgenstein |  |  | Wilhelm (Fürst von Lüneburg) ⚭ Dorothea von Dänemark | Wilhelm (Fürst von Lüneburg) ⚭ Dorothea von Dänemark | Wilhelm (Fürst von Lüneburg) ⚭ Dorothea von Dänemark | Wilhelm (Fürst von Lüneburg) ⚭ Dorothea von Dänemark | Wilhelm (Fürst von Lüneburg) ⚭ Dorothea von Dänemark | Wilhelm (Fürst von Lüneburg) ⚭ Dorothea von Dänemark |  |  | Ludwig V. (Landgraf von Hessen-Darmstadt) ⚭ Magdalena | Ludwig V. (Landgraf von Hessen-Darmstadt) ⚭ Magdalena | Ludwig V. (Landgraf von Hessen-Darmstadt) ⚭ Magdalena | Ludwig V. (Landgraf von Hessen-Darmstadt) ⚭ Magdalena | Ludwig V. (Landgraf von Hessen-Darmstadt) ⚭ Magdalena | Ludwig V. (Landgraf von Hessen-Darmstadt) ⚭ Magdalena |  |  | Friedrich IV. (Kurfürst von der Pfalz) ⚭ Luise Juliana  | Friedrich IV. (Kurfürst von der Pfalz) ⚭ Luise Juliana  | Friedrich IV. (Kurfürst von der Pfalz) ⚭ Luise Juliana  | Friedrich IV. (Kurfürst von der Pfalz) ⚭ Luise Juliana  | Friedrich IV. (Kurfürst von der Pfalz) ⚭ Luise Juliana  | Friedrich IV. (Kurfürst von der Pfalz) ⚭ Luise Juliana  |  |  | Jakob I. (König von Schottland, England und Irland) ⚭ Anna von Dänemark | Jakob I. (König von Schottland, England und Irland) ⚭ Anna von Dänemark | Jakob I. (König von Schottland, England und Irland) ⚭ Anna von Dänemark | Jakob I. (König von Schottland, England und Irland) ⚭ Anna von Dänemark | Jakob I. (König von Schottland, England und Irland) ⚭ Anna von Dänemark | Jakob I. (König von Schottland, England und Irland) ⚭ Anna von Dänemark |  |  |  |  |  |  |  |  |  |  |  |  |  |  |  |  |  |  |  |  |  |  |  |  |  |  |  |  |  |  |  |  |  |  |  |  |  |  |  |  |  |  |  |  |  |  |  |  |
| Georg Wilhelm (Kurfürst von Brandenburg, Herzog in Preußen)    | Georg Wilhelm (Kurfürst von Brandenburg, Herzog in Preußen)    | Georg Wilhelm (Kurfürst von Brandenburg, Herzog in Preußen)    | Georg Wilhelm (Kurfürst von Brandenburg, Herzog in Preußen)    | Georg Wilhelm (Kurfürst von Brandenburg, Herzog in Preußen)    | Georg Wilhelm (Kurfürst von Brandenburg, Herzog in Preußen)    |  |  | Elisabeth Charlotte                                                | Elisabeth Charlotte                                                | Elisabeth Charlotte                                                | Elisabeth Charlotte                                                | Elisabeth Charlotte                                                | Elisabeth Charlotte                                                |  |  | Friedrich Heinrich (Statthalter der Vereinigten Niederlande)                        | Friedrich Heinrich (Statthalter der Vereinigten Niederlande)                        | Friedrich Heinrich (Statthalter der Vereinigten Niederlande)                        | Friedrich Heinrich (Statthalter der Vereinigten Niederlande)                        | Friedrich Heinrich (Statthalter der Vereinigten Niederlande)                        | Friedrich Heinrich (Statthalter der Vereinigten Niederlande)                        |  |  | Amalie                                                             | Amalie                                                             | Amalie                                                             | Amalie                                                             | Amalie                                                             | Amalie                                                             |  |  | Georg (Fürst von Calenberg)                          | Georg (Fürst von Calenberg)                          | Georg (Fürst von Calenberg)                          | Georg (Fürst von Calenberg)                          | Georg (Fürst von Calenberg)                          | Georg (Fürst von Calenberg)                          |  |  | Anna Eleonore                                         | Anna Eleonore                                         | Anna Eleonore                                         | Anna Eleonore                                         | Anna Eleonore                                         | Anna Eleonore                                         |  |  | Friedrich V. (Kurfürst von der Pfalz, König von Böhmen) | Friedrich V. (Kurfürst von der Pfalz, König von Böhmen) | Friedrich V. (Kurfürst von der Pfalz, König von Böhmen) | Friedrich V. (Kurfürst von der Pfalz, König von Böhmen) | Friedrich V. (Kurfürst von der Pfalz, König von Böhmen) | Friedrich V. (Kurfürst von der Pfalz, König von Böhmen) |  |  | Elisabeth Stuart                                                        | Elisabeth Stuart                                                        | Elisabeth Stuart                                                        | Elisabeth Stuart                                                        | Elisabeth Stuart                                                        | Elisabeth Stuart                                                        |  |  |  |  |  |  |  |  |  |  |  |  |  |  |  |  |  |  |  |  |  |  |  |  |  |  |  |  |  |  |  |  |  |  |  |  |  |  |  |  |  |  |  |  |  |  |  |  |
| Georg Wilhelm (Kurfürst von Brandenburg, Herzog in Preußen)    | Georg Wilhelm (Kurfürst von Brandenburg, Herzog in Preußen)    | Georg Wilhelm (Kurfürst von Brandenburg, Herzog in Preußen)    | Georg Wilhelm (Kurfürst von Brandenburg, Herzog in Preußen)    | Georg Wilhelm (Kurfürst von Brandenburg, Herzog in Preußen)    | Georg Wilhelm (Kurfürst von Brandenburg, Herzog in Preußen)    |  |  | Elisabeth Charlotte                                                | Elisabeth Charlotte                                                | Elisabeth Charlotte                                                | Elisabeth Charlotte                                                | Elisabeth Charlotte                                                | Elisabeth Charlotte                                                |  |  | Friedrich Heinrich (Statthalter der Vereinigten Niederlande)                        | Friedrich Heinrich (Statthalter der Vereinigten Niederlande)                        | Friedrich Heinrich (Statthalter der Vereinigten Niederlande)                        | Friedrich Heinrich (Statthalter der Vereinigten Niederlande)                        | Friedrich Heinrich (Statthalter der Vereinigten Niederlande)                        | Friedrich Heinrich (Statthalter der Vereinigten Niederlande)                        |  |  | Amalie                                                             | Amalie                                                             | Amalie                                                             | Amalie                                                             | Amalie                                                             | Amalie                                                             |  |  | Georg (Fürst von Calenberg)                          | Georg (Fürst von Calenberg)                          | Georg (Fürst von Calenberg)                          | Georg (Fürst von Calenberg)                          | Georg (Fürst von Calenberg)                          | Georg (Fürst von Calenberg)                          |  |  | Anna Eleonore                                         | Anna Eleonore                                         | Anna Eleonore                                         | Anna Eleonore                                         | Anna Eleonore                                         | Anna Eleonore                                         |  |  | Friedrich V. (Kurfürst von der Pfalz, König von Böhmen) | Friedrich V. (Kurfürst von der Pfalz, König von Böhmen) | Friedrich V. (Kurfürst von der Pfalz, König von Böhmen) | Friedrich V. (Kurfürst von der Pfalz, König von Böhmen) | Friedrich V. (Kurfürst von der Pfalz, König von Böhmen) | Friedrich V. (Kurfürst von der Pfalz, König von Böhmen) |  |  | Elisabeth Stuart                                                        | Elisabeth Stuart                                                        | Elisabeth Stuart                                                        | Elisabeth Stuart                                                        | Elisabeth Stuart                                                        | Elisabeth Stuart                                                        |  |  |  |  |  |  |  |  |  |  |  |  |  |  |  |  |  |  |  |  |  |  |  |  |  |  |  |  |  |  |  |  |  |  |  |  |  |  |  |  |  |  |  |  |  |  |  |  |
|                                                                |                                                                |                                                                |                                                                |                                                                |                                                                |  |  |                                                                    |                                                                    |                                                                    |                                                                    |                                                                    |                                                                    |  |  |                                                                                     |                                                                                     |                                                                                     |                                                                                     |                                                                                     |                                                                                     |  |  |                                                                    |                                                                    |                                                                    |                                                                    |                                                                    |                                                                    |  |  |                                                      |                                                      |                                                      |                                                      |                                                      |                                                      |  |  |                                                       |                                                       |                                                       |                                                       |                                                       |                                                       |  |  |                                                         |                                                         |                                                         |                                                         |                                                         |                                                         |  |  |                                                                         |                                                                         |                                                                         |                                                                         |                                                                         |                                                                         |  |  |  |  |  |  |  |  |  |  |  |  |  |  |  |  |  |  |  |  |  |  |  |  |  |  |  |  |  |  |  |  |  |  |  |  |  |  |  |  |  |  |  |  |  |  |  |  |
|                                                                |                                                                |                                                                |                                                                |                                                                |                                                                |  |  |                                                                    |                                                                    |                                                                    |                                                                    |                                                                    |                                                                    |  |  |                                                                                     |                                                                                     |                                                                                     |                                                                                     |                                                                                     |                                                                                     |  |  |                                                                    |                                                                    |                                                                    |                                                                    |                                                                    |                                                                    |  |  |                                                      |                                                      |                                                      |                                                      |                                                      |                                                      |  |  |                                                       |                                                       |                                                       |                                                       |                                                       |                                                       |  |  |                                                         |                                                         |                                                         |                                                         |                                                         |                                                         |  |  |                                                                         |                                                                         |                                                                         |                                                                         |                                                                         |                                                                         |  |  |  |  |  |  |  |  |  |  |  |  |  |  |  |  |  |  |  |  |  |  |  |  |  |  |  |  |  |  |  |  |  |  |  |  |  |  |  |  |  |  |  |  |  |  |  |  |
|                                                                |                                                                |                                                                |                                                                |                                                                |                                                                |  |  | Friedrich Wilhelm (Kurfürst von Brandenburg und Herzog in Preußen) | Friedrich Wilhelm (Kurfürst von Brandenburg und Herzog in Preußen) | Friedrich Wilhelm (Kurfürst von Brandenburg und Herzog in Preußen) | Friedrich Wilhelm (Kurfürst von Brandenburg und Herzog in Preußen) | Friedrich Wilhelm (Kurfürst von Brandenburg und Herzog in Preußen) | Friedrich Wilhelm (Kurfürst von Brandenburg und Herzog in Preußen) |  |  | Luise                                                                               | Luise                                                                               | Luise                                                                               | Luise                                                                               | Luise                                                                               | Luise                                                                               |  |  |                                                                    |                                                                    |                                                                    |                                                                    |                                                                    |                                                                    |  |  |                                                      |                                                      |                                                      |                                                      |                                                      |                                                      |  |  | Ernst August (Kurfürst von Hannover)                  | Ernst August (Kurfürst von Hannover)                  | Ernst August (Kurfürst von Hannover)                  | Ernst August (Kurfürst von Hannover)                  | Ernst August (Kurfürst von Hannover)                  | Ernst August (Kurfürst von Hannover)                  |  |  | Sophie (Kurfürstin von Hannover)                        | Sophie (Kurfürstin von Hannover)                        | Sophie (Kurfürstin von Hannover)                        | Sophie (Kurfürstin von Hannover)                        | Sophie (Kurfürstin von Hannover)                        | Sophie (Kurfürstin von Hannover)                        |  |  |                                                                         |                                                                         |                                                                         |                                                                         |                                                                         |                                                                         |  |  |  |  |  |  |  |  |  |  |  |  |  |  |  |  |  |  |  |  |  |  |  |  |  |  |  |  |  |  |  |  |  |  |  |  |  |  |  |  |  |  |  |  |  |  |  |  |
|                                                                |                                                                |                                                                |                                                                |                                                                |                                                                |  |  | Friedrich Wilhelm (Kurfürst von Brandenburg und Herzog in Preußen) | Friedrich Wilhelm (Kurfürst von Brandenburg und Herzog in Preußen) | Friedrich Wilhelm (Kurfürst von Brandenburg und Herzog in Preußen) | Friedrich Wilhelm (Kurfürst von Brandenburg und Herzog in Preußen) | Friedrich Wilhelm (Kurfürst von Brandenburg und Herzog in Preußen) | Friedrich Wilhelm (Kurfürst von Brandenburg und Herzog in Preußen) |  |  | Luise                                                                               | Luise                                                                               | Luise                                                                               | Luise                                                                               | Luise                                                                               | Luise                                                                               |  |  |                                                                    |                                                                    |                                                                    |                                                                    |                                                                    |                                                                    |  |  |                                                      |                                                      |                                                      |                                                      |                                                      |                                                      |  |  | Ernst August (Kurfürst von Hannover)                  | Ernst August (Kurfürst von Hannover)                  | Ernst August (Kurfürst von Hannover)                  | Ernst August (Kurfürst von Hannover)                  | Ernst August (Kurfürst von Hannover)                  | Ernst August (Kurfürst von Hannover)                  |  |  | Sophie (Kurfürstin von Hannover)                        | Sophie (Kurfürstin von Hannover)                        | Sophie (Kurfürstin von Hannover)                        | Sophie (Kurfürstin von Hannover)                        | Sophie (Kurfürstin von Hannover)                        | Sophie (Kurfürstin von Hannover)                        |  |  |                                                                         |                                                                         |                                                                         |                                                                         |                                                                         |                                                                         |  |  |  |  |  |  |  |  |  |  |  |  |  |  |  |  |  |  |  |  |  |  |  |  |  |  |  |  |  |  |  |  |  |  |  |  |  |  |  |  |  |  |  |  |  |  |  |  |
|                                                                |                                                                |                                                                |                                                                |                                                                |                                                                |  |  |                                                                    |                                                                    |                                                                    |                                                                    |                                                                    |                                                                    |  |  |                                                                                     |                                                                                     |                                                                                     |                                                                                     |                                                                                     |                                                                                     |  |  |                                                                    |                                                                    |                                                                    |                                                                    |                                                                    |                                                                    |  |  |                                                      |                                                      |                                                      |                                                      |                                                      |                                                      |  |  |                                                       |                                                       |                                                       |                                                       |                                                       |                                                       |  |  |                                                         |                                                         |                                                         |                                                         |                                                         |                                                         |  |  |                                                                         |                                                                         |                                                                         |                                                                         |                                                                         |                                                                         |  |  |  |  |  |  |  |  |  |  |  |  |  |  |  |  |  |  |  |  |  |  |  |  |  |  |  |  |  |  |  |  |  |  |  |  |  |  |  |  |  |  |  |  |  |  |  |  |
|                                                                |                                                                |                                                                |                                                                |                                                                |                                                                |  |  |                                                                    |                                                                    |                                                                    |                                                                    |                                                                    |                                                                    |  |  |                                                                                     |                                                                                     |                                                                                     |                                                                                     |                                                                                     |                                                                                     |  |  |                                                                    |                                                                    |                                                                    |                                                                    |                                                                    |                                                                    |  |  |                                                      |                                                      |                                                      |                                                      |                                                      |                                                      |  |  |                                                       |                                                       |                                                       |                                                       |                                                       |                                                       |  |  |                                                         |                                                         |                                                         |                                                         |                                                         |                                                         |  |  |                                                                         |                                                                         |                                                                         |                                                                         |                                                                         |                                                                         |  |  |  |  |  |  |  |  |  |  |  |  |  |  |  |  |  |  |  |  |  |  |  |  |  |  |  |  |  |  |  |  |  |  |  |  |  |  |  |  |  |  |  |  |  |  |  |  |
|                                                                |                                                                |                                                                |                                                                |                                                                |                                                                |  |  |                                                                    |                                                                    |                                                                    |                                                                    |                                                                    |                                                                    |  |  | Karl Emil (Kurprinz von Brandenburg)                                                | Karl Emil (Kurprinz von Brandenburg)                                                | Karl Emil (Kurprinz von Brandenburg)                                                | Karl Emil (Kurprinz von Brandenburg)                                                | Karl Emil (Kurprinz von Brandenburg)                                                | Karl Emil (Kurprinz von Brandenburg)                                                |  |  | Friedrich I. (König in Preußen)                                    | Friedrich I. (König in Preußen)                                    | Friedrich I. (König in Preußen)                                    | Friedrich I. (König in Preußen)                                    | Friedrich I. (König in Preußen)                                    | Friedrich I. (König in Preußen)                                    |  |  | Sophie Charlotte (Königin in Preußen)                | Sophie Charlotte (Königin in Preußen)                | Sophie Charlotte (Königin in Preußen)                | Sophie Charlotte (Königin in Preußen)                | Sophie Charlotte (Königin in Preußen)                | Sophie Charlotte (Königin in Preußen)                |  |  | Georg I. (König von Großbritannien)                   | Georg I. (König von Großbritannien)                   | Georg I. (König von Großbritannien)                   | Georg I. (König von Großbritannien)                   | Georg I. (König von Großbritannien)                   | Georg I. (König von Großbritannien)                   |  |  |                                                         |                                                         |                                                         |                                                         |                                                         |                                                         |  |  |                                                                         |                                                                         |                                                                         |                                                                         |                                                                         |                                                                         |  |  |  |  |  |  |  |  |  |  |  |  |  |  |  |  |  |  |  |  |  |  |  |  |  |  |  |  |  |  |  |  |  |  |  |  |  |  |  |  |  |  |  |  |  |  |  |  |
|                                                                |                                                                |                                                                |                                                                |                                                                |                                                                |  |  |                                                                    |                                                                    |                                                                    |                                                                    |                                                                    |                                                                    |  |  | Karl Emil (Kurprinz von Brandenburg)                                                | Karl Emil (Kurprinz von Brandenburg)                                                | Karl Emil (Kurprinz von Brandenburg)                                                | Karl Emil (Kurprinz von Brandenburg)                                                | Karl Emil (Kurprinz von Brandenburg)                                                | Karl Emil (Kurprinz von Brandenburg)                                                |  |  | Friedrich I. (König in Preußen)                                    | Friedrich I. (König in Preußen)                                    | Friedrich I. (König in Preußen)                                    | Friedrich I. (König in Preußen)                                    | Friedrich I. (König in Preußen)                                    | Friedrich I. (König in Preußen)                                    |  |  | Sophie Charlotte (Königin in Preußen)                | Sophie Charlotte (Königin in Preußen)                | Sophie Charlotte (Königin in Preußen)                | Sophie Charlotte (Königin in Preußen)                | Sophie Charlotte (Königin in Preußen)                | Sophie Charlotte (Königin in Preußen)                |  |  | Georg I. (König von Großbritannien)                   | Georg I. (König von Großbritannien)                   | Georg I. (König von Großbritannien)                   | Georg I. (König von Großbritannien)                   | Georg I. (König von Großbritannien)                   | Georg I. (König von Großbritannien)                   |  |  |                                                         |                                                         |                                                         |                                                         |                                                         |                                                         |  |  |                                                                         |                                                                         |                                                                         |                                                                         |                                                                         |                                                                         |  |  |  |  |  |  |  |  |  |  |  |  |  |  |  |  |  |  |  |  |  |  |  |  |  |  |  |  |  |  |  |  |  |  |  |  |  |  |  |  |  |  |  |  |  |  |  |  |
|                                                                |                                                                |                                                                |                                                                |                                                                |                                                                |  |  |                                                                    |                                                                    |                                                                    |                                                                    |                                                                    |                                                                    |  |  |                                                                                     |                                                                                     |                                                                                     |                                                                                     |                                                                                     |                                                                                     |  |  |                                                                    |                                                                    |                                                                    |                                                                    |                                                                    |                                                                    |  |  |                                                      |                                                      |                                                      |                                                      |                                                      |                                                      |  |  |                                                       |                                                       |                                                       |                                                       |                                                       |                                                       |  |  |                                                         |                                                         |                                                         |                                                         |                                                         |                                                         |  |  |                                                                         |                                                                         |                                                                         |                                                                         |                                                                         |                                                                         |  |  |  |  |  |  |  |  |  |  |  |  |  |  |  |  |  |  |  |  |  |  |  |  |  |  |  |  |  |  |  |  |  |  |  |  |  |  |  |  |  |  |  |  |  |  |  |  |
|                                                                |                                                                |                                                                |                                                                |                                                                |                                                                |  |  |                                                                    |                                                                    |                                                                    |                                                                    |                                                                    |                                                                    |  |  |                                                                                     |                                                                                     |                                                                                     |                                                                                     |                                                                                     |                                                                                     |  |  |                                                                    |                                                                    |                                                                    |                                                                    | Friedrich Wilhelm I. (König in Preußen)                            |                                                                    |  |  |                                                      |                                                      |                                                      |                                                      |                                                      |                                                      |  |  |                                                       |                                                       |                                                       |                                                       |                                                       |                                                       |  |  |                                                         |                                                         |                                                         |                                                         |                                                         |                                                         |  |  |                                                                         |                                                                         |                                                                         |                                                                         |                                                                         |                                                                         |  |  |  |  |  |  |  |  |  |  |  |  |  |  |  |  |  |  |  |  |  |  |  |  |  |  |  |  |  |  |  |  |  |  |  |  |  |  |  |  |  |  |  |  |  |  |  |  |